# Liste der Kirchen im Erzbistum Paderborn
Die Liste der Kirchen im Erzbistum Paderborn zeigt die römisch-katholischen Kirchen und Kapellen im Erzbistum Paderborn sortiert nach Dekanaten und Pastoralverbünden bzw. Gesamtpfarreien.

## Liste

### Dekanat Bielefeld-Mitte
| Bild                                                             | Kirche                      | Ort                       | Pastoralverbund               | Dekanat         | Bemerkungen                                                                                             |
| ---------------------------------------------------------------- | --------------------------- | ------------------------- | ----------------------------- | --------------- | --- |
| Liebfrauenkirche in Bad Salzuflen                                | Liebfrauen                  | Bad Salzuflen             | Bad Salzuflen-Schötmar        | Bielefeld-Lippe | |
| Außenansicht der Kirche St. Kilian in Schötmar                   | St. Kilian                  | Bad Salzuflen-Schötmar    | Bad Salzuflen-Schötmar        | Bielefeld-Lippe | |
| Außenansicht der Kirche St. Jodokus in Bielefeld                 | St. Jodokus                 | Bielefeld                 | Bielefeld-Mitte               | Bielefeld-Lippe | spätgotische Hallenkirche, 1511 geweiht, bis 1829 Franziskanerkirche                                    |
| Außenansicht der Kirche St. Liborius in Bielefeld                | St. Liborius                | Bielefeld                 | Bielefeld-Mitte               | Bielefeld-Lippe | Die Kirche wurde im August 2024 abgerissen.                                                             |
| Außenansicht der Kirche St. Pius in Bielefeld                    | Maria Königin               | Bielefeld-Baumheide       | Bielefeld-Mitte-Nord-Ost      | Bielefeld-Lippe | |
| Außenansicht der Kirche Heilig Kreuz in Bielefeld                | Heilig Kreuz                | Bielefeld-Brake           | Bielefeld-Mitte-Nord-Ost      | Bielefeld-Lippe | erbaut 1958/59                                                                                          |
| Außenansicht der Kirche St. Joseph in Bielefeld                  | St. Joseph                  | Bielefeld                 | Bielefeld-Mitte-Nord-Ost      | Bielefeld-Lippe | erbaut 1907–1910                                                                                        |
| Außenansicht der Liebfrauenkirche in Bielefeld                   | Liebfrauenkirche            | Bielefeld                 | Bielefeld-Mitte-Ost           | Bielefeld-Lippe | |
| Außenansicht der Kirche St. Bonifatius in Bielefeld              | St. Bonifatius              | Bielefeld-Stieghorst      | Bielefeld-Mitte-Ost           | Bielefeld-Lippe | |
| Außenansicht der Kirche St. Meinolf in Bielefeld                 | St. Meinolf                 | Bielefeld                 | Bielefeld-Ost                 | Bielefeld-Lippe | |
| Außenansicht der Kirche St. Hedwig in Heepen                     | St. Hedwig                  | Bielefeld-Heepen          | Bielefeld-Ost                 | Bielefeld-Lippe | |
| Außenansicht der Kirche Herz Jesu in Brackwede                   | Herz-Jesu                   | Bielefeld-Brackwede       | Brackwede-Quelle-Ummeln       | Bielefeld-Lippe | |
| Außenansicht der Kirche St. Michael in Ummeln                    | St. Michael                 | Bielefeld-Ummeln          | Brackwede-Quelle-Ummeln       | Bielefeld-Lippe | |
| Außenansicht der Kirche Maria Königin des Friedens in Augustdorf | Maria, Königin des Friedens | Augustdorf                | Detmold                       | Bielefeld-Lippe | |
| Außenansicht der Kirche Heilig Kreuz in Detmold                  | Heilig Kreuz                | Detmold                   | Detmold                       | Bielefeld-Lippe | |
| St. Stephanus in Hiddesen                                        | St. Stephanus               | Detmold-Hiddesen          | Detmold                       | Bielefeld-Lippe | Filialkirche von Heilig Kreuz in Detmold                                                                |
| Heilig Geist in Pivitsheide V.H.                                 | Heilig Geist                | Detmold-Pivitsheide V. H. | Detmold                       | Bielefeld-Lippe | Filialkirche von Heilig Kreuz in Detmold                                                                |
| St. Lioba in Heidenoldendorf                                     | St. Lioba                   | Detmold-Heidenoldendorf   | Detmold                       | Bielefeld-Lippe | Filialkirche von Heilig Kreuz in Detmold, Kirche des Säkularinstituts St. Bonifatius auf dem Kupferberg |
| Außenansicht der Kirche St. Marien in Detmold                    | St. Marien                  | Detmold                   | Detmold                       | Bielefeld-Lippe | |
| St. Georg in Bad Pyrmont                                         | St. Georg                   | Bad Pyrmont               | Falkenhagen-Lügde-Bad Pyrmont | Bielefeld-Lippe | |
| St. Michael in Lügde-Falkenhagen                                 | St. Michael                 | Lügde-Falkenhagen         | Falkenhagen-Lügde-Bad Pyrmont | Bielefeld-Lippe | |
| Außenansicht der Kirche St. Marien in Lügde                      | St. Marien                  | Lügde                     | Falkenhagen-Lügde-Bad Pyrmont | Bielefeld-Lippe | |
| Außenansicht der Kirche Christkönig in Bielefeld                 | Christkönig                 | Bielefeld                 | Im Bielefelder Westen         | Bielefeld-Lippe | |
| Außenansicht der Kirche Heilig Geist in Bielefeld                | Heilig Geist                | Bielefeld                 | Im Bielefelder Westen         | Bielefeld-Lippe | |
| St. Peter und Paul Barntrup                                      | St. Peter und Paul          | Barntrup                  | Lemgo-Nordlippe               | Bielefeld-Lippe | |
|                                                                  | Heilig Geist                | Extertal-Bösingfeld       | Lemgo-Nordlippe               | Bielefeld-Lippe | |
| St. Marien in Kalletal-Hohenhausen                               | Mariä Himmelfahrt           | Kalletal-Hohenhausen      | Lemgo-Nordlippe               | Bielefeld-Lippe | Filialkirche von Heilig Geist in Lemgo                                                                  |
| Heilig-Geist-Kirche in Lemgo                                     | Heilig-Geist-Kirche         | Lemgo                     | Lemgo-Nordlippe               | Bielefeld-Lippe | |
| St. Martin (Blomberg)                                            | St. Martin                  | Blomberg                  | Lippe-Süd                     | Bielefeld-Lippe | |
| Außenansicht der Kirche St. Josef in Feldrom                     | St. Josef                   | Horn-Bad Meinberg-Feldrom | Lippe-Süd                     | Bielefeld-Lippe | |
| Außenansicht der Kirche Heilig Kreuz in Horn                     | Heilig Kreuz                | Horn-Bad Meinberg         | Lippe-Süd                     | Bielefeld-Lippe | |
| Außenansicht der Kirche Christkönig in Bad Meinberg              | Christkönig                 | Horn-Bad Meinberg         | Lippe-Süd                     | Bielefeld-Lippe | |
| Außenansicht der Kirche St. Peter und Paul in Lage               | St. Peter und Paul          | Lage                      | Lippe-West                    | Bielefeld-Lippe | |
| Außenansicht der Kirche St. Michael in Oerlinghausen             | St. Michael                 | Oerlinghausen             | Lippe-West                    | Bielefeld-Lippe | |
| St. Johannis Baptist in Leopoldshöhe                             | St. Johannis Baptist        | Leopoldshöhe              | Lippe-West                    | Bielefeld-Lippe | Filialkirche von St. Michael in Oerlinghausen                                                           |
| Auferstehung Christi in Greste                                   | Auferstehung Christi        | Leopoldshöhe-Greste       | Lippe-West                    | Bielefeld-Lippe | Filialkirche von St. Michael in Oerlinghausen                                                           |
| Außenansicht der Liebfrauenkirche in Jöllenbeck                  | Liebfrauenkirche            | Bielefeld-Jöllenbeck      | Schildesche-Jöllenbeck        | Bielefeld-Lippe | |
| Außenansicht der Kirche St. Johannes Baptist in Schildesche      | St. Johannes Baptist        | Bielefeld-Schildesche     | Schildesche-Jöllenbeck        | Bielefeld-Lippe | |
| Außenansicht der Kirche St. Bartholomäus in Senne                | St. Bartholomäus            | Bielefeld-Senne           | Senne                         | Bielefeld-Lippe | |
| Außenansicht der Kirche St. Kunigunde in Sennestadt              | St. Kunigunde               | Bielefeld-Sennestadt      | Senne                         | Bielefeld-Lippe | |
| Außenansicht der Kirche St. Thomas Morus in Sennestadt           | St. Thomas Morus            | Bielefeld-Sennestadt      | Senne                         | Bielefeld-Lippe | |

### Dekanat Büren-Delbrück
| Bild                                                           | Kirche                   | Ort                        | Pastoralverbund      | Dekanat        | Bemerkungen                                                    |
| -------------------------------------------------------------- | ------------------------ | -------------------------- | -------------------- | -------------- | -------------------------------------------------------------- |
| Außenansicht der Kirche St. Landolinus in Boke                 | St. Landolinus           | Delbrück-Boke              | Delbrück-Hövelhof    | Büren-Delbrück | Hauptkirche der Gemeinde St. Landolinus Boke-Anreppen-Bentfeld |
| Außenansicht der Kirche St. Josef in Anreppen                  | St. Josef                | Delbrück-Anreppen          | Delbrück-Hövelhof    | Büren-Delbrück | Filialkirche von St. Landolinus in Boke                        |
| Außenansicht der Kirche St. Dionysius in Bentfeld              | St. Dionysius            | Delbrück-Bentfeld          | Delbrück-Hövelhof    | Büren-Delbrück | Filialkirche von St. Landolinus in Boke                        |
| Außenansicht der Kirche St. Joseph in Ostenland                | St. Joseph               | Delbrück-Ostenland         | Delbrück-Hövelhof    | Büren-Delbrück |                                                                |
| Außenansicht der Kirche St. Nikolaus in Büren                  | St. Nikolaus             | Büren                      | Büren                | Büren-Delbrück |                                                                |
| Außenansicht der Kirche Maria Immaculata in Büren              | Maria Immaculata         | Büren                      | Büren                | Büren-Delbrück | Filialkirche von St. Nikolaus in Büren                         |
| Sakramentskapelle in Büren                                     | Sakramentskapelle        | Büren                      | Büren                | Büren-Delbrück | Filialkirche von St. Nikolaus in Büren                         |
| Außenansicht der Kalvarienkapelle in Büren                     | Kalvarienkapelle         | Büren                      | Büren                | Büren-Delbrück | Filialkirche von St. Nikolaus in Büren                         |
| St. Johannes Nepomuk in Harth                                  | St. Johannes Nepomuk     | Büren-Harth                | Büren                | Büren-Delbrück |                                                                |
| St. Vitus in Büren-Hegensdorf                                  | St. Vitus                | Büren-Hegensdorf           | Büren                | Büren-Delbrück |                                                                |
| St. Johannes Baptist in Siddinghausen                          | St. Johannes Baptist     | Büren-Siddinghausen        | Büren                | Büren-Delbrück |                                                                |
| St. Birgitta in Weiberg                                        | St. Birgitta             | Büren-Weiberg              | Büren                | Büren-Delbrück |                                                                |
| St. Michael in Weine                                           | St. Michael              | Büren-Weine                | Büren                | Büren-Delbrück |                                                                |
| Außenansicht der Kirche St. Johannes Baptist in Delbrück       | St. Johannes Baptist     | Delbrück                   | Delbrück-Hövelhof    | Büren-Delbrück |                                                                |
|                                                                | St. Elisabeth            | Delbrück-Sudhagen          | Delbrück-Hövelhof    | Büren-Delbrück |                                                                |
| Außenansicht der Kirche St. Achatius in Atteln                 | St. Achatius             | Lichtenau-Atteln           | Wünnenberg-Lichtenau | Büren-Delbrück |                                                                |
| Außenansicht der Kirche St. Andreas in Lichtenau-Henglarn      | St. Andreas              | Lichtenau-Henglarn         | Wünnenberg-Lichtenau | Büren-Delbrück |                                                                |
|                                                                | St. Franziskus Xaverius  | Lichtenau-Holtheim         | Wünnenberg-Lichtenau | Büren-Delbrück |                                                                |
| Außenansicht der Kirche St. Magdalena in Husen                 | St. Maria Magdalena      | Lichtenau-Husen            | Wünnenberg-Lichtenau | Büren-Delbrück |                                                                |
| St. Cyriakus in Kleinenberg                                    | St. Cyriakus             | Lichtenau-Kleinenberg      | Wünnenberg-Lichtenau | Büren-Delbrück |                                                                |
| Außenansicht der Kirche St. Philippus Neri in Holsen           | St. Philippus Neri       | Salzkotten-Holsen          | Salzkotten           | Büren-Delbrück |                                                                |
| Außenansicht der Kirche St. Antonius in Mantinghausen          | St. Antonius Einsiedler  | Salzkotten-Mantinghausen   | Salzkotten           | Büren-Delbrück |                                                                |
| Außenansicht der Kirche Ss. Petrus und Paulus in Scharmede     | Ss. Petrus und Paulus    | Salzkotten-Scharmede       | Salzkotten           | Büren-Delbrück |                                                                |
| Außenansicht der Kirche St. Laurentius in Thüle                | St. Laurentius           | Salzkotten-Thüle           | Salzkotten           | Büren-Delbrück |                                                                |
| Außenansicht der Kirche St. Franziskus Xaverius in Verlar      | St. Franziskus Xaverius  | Salzkotten-Verlar          | Salzkotten           | Büren-Delbrück |                                                                |
| St. Bartholomäus in Salzkotten-Verne                           | St. Bartholomäus         | Salzkotten-Verne           | Salzkotten           | Büren-Delbrück |                                                                |
| Außenansicht der Kirche Herz Jesu in Espeln                    | Herz Jesu                | Hövelhof-Espeln            | Delbrück-Hövelhof    | Büren-Delbrück | erbaut 1899                                                    |
| Außenansicht der Kirche St. Johannes Nepomuk in Hövelhof       | St. Johannes Nepomuk     | Hövelhof                   | Delbrück-Hövelhof    | Büren-Delbrück | erbaut 1977–1979, Turm 1929                                    |
| Außenansicht der Kirche Herz Jesu in Hövelriege                | Herz Jesu                | Hövelhof-Hövelriege        | Delbrück-Hövelhof    | Büren-Delbrück | erbaut 1921, erweitert 1956                                    |
| Außenansicht der Kirche St. Antonius Eremit in Ahden           | St. Antonius Eremit      | Büren-Ahden                | Büren                | Büren-Delbrück |                                                                |
| Außenansicht der Kirche St. Kilian in Brenken                  | St. Kilian               | Büren-Brenken              | Büren                | Büren-Delbrück |                                                                |
| St. Antonius Einsiedler in Steinhausen                         | St. Antonius Einsiedler  | Büren-Steinhausen          | Büren                | Büren-Delbrück |                                                                |
| Außenansicht der Kirche St. Jodokus in Wewelsburg              | St. Jodokus              | Büren-Wewelsburg           | Büren                | Büren-Delbrück |                                                                |
| St. Johannes Enthauptung in Asseln                             | St. Johannes Enthauptung | Lichtenau-Asseln           | Wünnenberg-Lichtenau | Büren-Delbrück |                                                                |
|                                                                | St. Johannes Baptist     | Lichtenau-Herbram          | Wünnenberg-Lichtenau | Büren-Delbrück |                                                                |
| Außenansicht der Kirche St. Alexander in Iggenhausen           | St. Alexander            | Lichtenau-Iggenhausen      | Wünnenberg-Lichtenau | Büren-Delbrück |                                                                |
| Innenansicht der Kirche St. Kilian Lichtenau                   | St. Kilian               | Lichtenau                  | Wünnenberg-Lichtenau | Büren-Delbrück |                                                                |
| Außenansicht der Kirche St. Matthäus in Niederntudorf          | St. Matthäus             | Salzkotten-Niederntudorf   | Salzkotten           | Büren-Delbrück |                                                                |
| Außenansicht der Kirche St. Georg in Oberntudorf               | St. Georg                | Salzkotten-Oberntudorf     | Salzkotten           | Büren-Delbrück |                                                                |
| Außenansicht der Kirche St. Johannes Enthauptung in Salzkotten | St. Johannes Enthauptung | Salzkotten                 | Salzkotten           | Büren-Delbrück |                                                                |
| Außenansicht der Kirche St. Marien in Salzkotten               | St. Marien               | Salzkotten                 | Salzkotten           | Büren-Delbrück |                                                                |
| Außenansicht der Kirche St. Petrus in Upsprunge                | St. Petrus               | Salzkotten-Upsprunge       | Salzkotten           | Büren-Delbrück |                                                                |
| Außenansicht der Kirche Herz Jesu in Lippling                  | Herz Jesu                | Delbrück-Lippling          | Delbrück-Hövelhof    | Büren-Delbrück |                                                                |
| Außenansicht der Kirche St. Meinolf in Schönig                 | St. Meinolf              | Delbrück-Schöning          | Delbrück-Hövelhof    | Büren-Delbrück |                                                                |
| Außenansicht der Kirche St. Marien in Steinhorst               | St. Marien               | Delbrück-Steinhorst        | Delbrück-Hövelhof    | Büren-Delbrück |                                                                |
| Außenansicht der Kirche St. Joseph in Westenholz               | St. Joseph               | Delbrück-Westenholz        | Delbrück-Hövelhof    | Büren-Delbrück |                                                                |
| Außenansicht der Marienkirche in Westenholz                    | Marienkirche             | Delbrück-Westenholz        | Delbrück-Hövelhof    | Büren-Delbrück | Filialkirche von St. Joseph in Westenholz                      |
| Innenansicht der Kirche St. Agatha in Bleiwäsche               | St. Agatha               | Bad Wünnenberg-Bleiwäsche  | Wünnenberg-Lichtenau | Büren-Delbrück |                                                                |
| Mariä Himmelfahrt in Fürstenberg                               | Mariä Himmelfahrt        | Bad Wünnenberg-Fürstenberg | Wünnenberg-Lichtenau | Büren-Delbrück |                                                                |
| Außenansicht der Kirche St. Vitus in Haaren                    | St. Vitus                | Bad Wünnenberg-Haaren      | Wünnenberg-Lichtenau | Büren-Delbrück |                                                                |
| Außenansicht der Kirche St. Apollonia in Helmern               | St. Apollonia            | Bad Wünnenberg-Helmern     | Wünnenberg-Lichtenau | Büren-Delbrück |                                                                |
| Außenansicht der Kirche St. Agatha in Leiberg                  | St. Agatha               | Bad Wünnenberg-Leiberg     | Wünnenberg-Lichtenau | Büren-Delbrück |                                                                |
| St. St. Antonius zu Padua in Bad Wünnenberg                    | St. Antonius von Padua   | Bad Wünnenberg             | Wünnenberg-Lichtenau | Büren-Delbrück |                                                                |

### Dekanat Dortmund
| Bild                                                                                            | Kirche                              | Ort                          | Pastoralverbund oder Gesamtpfarrei                                 | Dekanat  | Bemerkungen                                                                                 |
| ----------------------------------------------------------------------------------------------- | ----------------------------------- | ---------------------------- | ------------------------------------------------------------------ | -------- | ------------------------------------------------------------------------------------------- |
| Außenansicht der Kirche St. Aloysius in Derne                                                   | St. Aloysius                        | Dortmund-Derne               | Derne-Kirchderne-Scharnhorst                                       | Dortmund | Kirche der kroatischen Mission                                                              |
| Außenansicht der Kirche St. Bonifatius in Kirchderne                                            | St. Bonifatius                      | Dortmund-Kirchderne          | Derne-Kirchderne-Scharnhorst                                       | Dortmund |                                                                                             |
| Außenansicht der Kirche St. Franziskus von Assisi in Scharnhorst vom Scharnhorster Kirchenplatz | St. Franziskus von Assisi           | Dortmund-Scharnhorst         | Derne-Kirchderne-Scharnhorst                                       | Dortmund |                                                                                             |
| Außenansicht der Kirche St. Immaculata in Scharnhorst                                           | St. Immaculata                      | Dortmund-Scharnhorst         | Derne-Kirchderne-Scharnhorst                                       | Dortmund |                                                                                             |
| Außenansicht der Kirche St. Ewaldi in Aplerbeck                                                 | St. Ewaldi                          | Dortmund-Aplerbeck           | Pfarrei St. Ewaldi                                                 | Dortmund |                                                                                             |
| Außenansicht der Kirche St. Marien in Sölde                                                     | St. Marien                          | Dortmund-Sölde               | Pfarrei St. Ewaldi                                                 | Dortmund |                                                                                             |
| Außenansicht der Kirche St. Bonifatius in Lichtendorf                                           | St. Bonifatius                      | Dortmund-Lichtendorf         | Pfarrei St. Ewaldi                                                 | Dortmund |                                                                                             |
| Außenansicht der Kirche St. Clemens in Brackel                                                  | St. Clemens                         | Dortmund-Brackel             | Dortmund-Brackel-Neuasseln                                         | Dortmund |                                                                                             |
| Außenansicht der Kirche St. Nikolaus von Flüe in Neuasseln                                      | St. Nikolaus von Flüe               | Dortmund-Neuasseln           | Dortmund-Brackel-Neuasseln                                         | Dortmund |                                                                                             |
| Außenansicht der Kirche St. Barbara in Dorstfeld                                                | St. Barbara                         | Dortmund-Dorstfeld           | Pastoralverbund am Revierpark                                      | Dortmund |                                                                                             |
| Außenansicht der Kirche St. Karl Borromäus in Dorstfeld                                         | St. Karl Borromäus                  | Dortmund-Dorstfeld           | Pastoralverbund am Revierpark                                      | Dortmund |                                                                                             |
| Außenansicht der Kirche St. Liborius in Körne                                                   | St. Liborius                        | Dortmund-Körne               | Dortmund-Mitte-Ost                                                 | Dortmund |                                                                                             |
| Außenansicht der Kirche St. Martin in Dortmund                                                  | St. Martin                          | Dortmund                     | Dortmund-Mitte-Ost                                                 | Dortmund |                                                                                             |
| Außenansicht der Kirche St. Meinolfus in Wambel                                                 | St. Meinolfus                       | Dortmund-Wambel              | Dortmund-Mitte-Ost                                                 | Dortmund |                                                                                             |
| Außenansicht der Kirche Heilig Geist in Dortmund                                                | Heilig Geist                        | Dortmund                     | Propsteipfarrei St. Johannes Baptist                               | Dortmund |                                                                                             |
| Außenansicht der Kirche Heilig Kreuz in Dortmund                                                | Heilig Kreuz                        | Dortmund                     | Propsteipfarrei St. Johannes Baptist                               | Dortmund |                                                                                             |
| Außenansicht der Kirche St. Anna in Dortmund                                                    | St. Anna                            | Dortmund                     | Propsteipfarrei St. Johannes Baptist                               | Dortmund | Kirche der polnischen Mission                                                               |
| Außenansicht der Kirche St. Suitbertus in Dortmund                                              | St. Suitbert                        | Dortmund                     | Propsteipfarrei St. Johannes Baptist                               | Dortmund | Kirche der spanischen Mission                                                               |
| Außenansicht der Kirche Heilige Dreifaltigkeit in Dortmund                                      | Heilige Dreifaltigkeit              | Dortmund                     | Hl. Drei Könige Dortmund                                           | Dortmund | Ursprünge von Borussia Dortmund Seit 2024 Umbau zur "Fankirche"                             |
| Außenansicht der Kirche St. Antonius von Padua in Dortmund                                      | St. Antonius von Padua              | Dortmund                     | Hl. Drei Könige Dortmund                                           | Dortmund | Kirche der portugiesischen Mission; Profanierung beantragt                                  |
| Außenansicht der Kirche St. Joseph in Dortmund                                                  | St. Joseph                          | Dortmund                     | Hl. Drei Könige Dortmund                                           | Dortmund |                                                                                             |
| Außenansicht der Kirche Mariä Heimsuchung in Bodelschwingh                                      | Maria Heimsuchung                   | Dortmund-Bodelschwingh       | Pastoralverbund Dortmund Nordwest                                  | Dortmund |                                                                                             |
| Außenansicht der Kirche St. Remigius in Mengede                                                 | St. Remigius                        | Dortmund-Mengede             | Pastoralverbund Dortmund Nordwest                                  | Dortmund |                                                                                             |
| Außenansicht der Kirche St. Joseph in Nette                                                     | St. Joseph                          | Dortmund-Nette               | Pastoralverbund Dortmund Nordwest                                  | Dortmund |                                                                                             |
| Außenansicht der Kirche Heilige Familie in Brünninghausen                                       | Heilige Familie                     | Dortmund-Brünninghausen      | Dortmund-Süd-West                                                  | Dortmund |                                                                                             |
| Außenansicht der Kirche St. Patrokli in Kirchhörde                                              | St. Patrokli                        | Dortmund-Kirchhörde          | Dortmund-Süd-West                                                  | Dortmund |                                                                                             |
| Außenansicht der Kirche St. Benno in Benninghofen                                               | St. Benno                           | Dortmund-Benninghofen        | Pfarrei St. Clara                                                  | Dortmund |                                                                                             |
| Außenansicht der Kirche St. Joseph in Berghofen                                                 | St. Joseph                          | Dortmund-Berghofen           | Pfarrei St. Clara                                                  | Dortmund |                                                                                             |
| Außenansicht der Kirche St. Kaiser Heinrich in Höchsten                                         | St. Kaiser Heinrich                 | Dortmund-Höchsten            | Pfarrei St. Clara                                                  | Dortmund |                                                                                             |
| Außenansicht der Kirche Heilig Geist in Wellinghofen                                            | Heilig Geist                        | Dortmund-Wellinghofen        | Pfarrei St. Clara                                                  | Dortmund |                                                                                             |
| Außenansicht der Kirche St. Franziskus Xaverius in Barop                                        | St. Franziskus Xaverius             | Dortmund-Barop               | Dortmund-Süd-West                                                  | Dortmund |                                                                                             |
| Außenansicht der Kirche Maria Königin in Eichlinghofen                                          | Maria Königin                       | Dortmund-Eichlinghofen       | Dortmund-Süd-West                                                  | Dortmund |                                                                                             |
| Außenansicht der Kirche St. Clemens in Hombruch                                                 | St. Clemens                         | Dortmund-Hombruch            | Dortmund-Süd-West                                                  | Dortmund | erbaut 1870/1871, Erweiterung 1896; die Kirche steht seit 1993 unter Denkmalschutz          |
| Außenansicht der Liebfrauenkirche in Dortmund                                                   | Liebfrauen                          | Dortmund                     | Propsteipfarrei St. Johannes Baptist                               | Dortmund | Kirche in Ziegelbauweise, errichtet 1880–1883, steht unter Denkmalschutz. Heute Kolumbarium |
| Außenansicht der Propsteikirche St. Johannes Baptist in Dortmund                                | Propsteikirche St. Johannes Baptist | Dortmund                     | Propsteipfarrei St. Johannes Baptist                               | Dortmund | ehemaliges Dominikaner-Kloster, Altar des Derick Baegert                                    |
| Außenansicht der Kirche St. Antonius von Padua in Brechten                                      | St. Antonius von Padua              | Dortmund-Brechten            | Pastoralverbund Eving-Brechten (Pastoraler Raum Dortmund Nordwest) | Dortmund |                                                                                             |
| Außenansicht der Kirche St. Barbara in Eving                                                    | St. Barbara                         | Dortmund-Lindenhorst (Eving) | Pastoralverbund Eving-Brechten (Pastoraler Raum Dortmund Nordwest) | Dortmund |                                                                                             |
| Außenansicht der Kirche St. Marien in Eving                                                     | St. Marien                          | Obereving                    | Pastoralverbund Eving-Brechten (Pastoraler Raum Dortmund Nordwest) | Dortmund |                                                                                             |
| Außenansicht der Kirche St. Aposteln in Dortmund                                                | St. Aposteln                        | Dortmund                     | Hl. Drei Könige Dortmund                                           | Dortmund | Profanierung beantragt                                                                      |
| Außenansicht der Kirche St. Gertrudis in Dortmund                                               | St. Gertrudis                       | Dortmund                     | Hl. Drei Könige Dortmund                                           | Dortmund | Kirche der italienischen Mission                                                            |
| Außenansicht der Kirche St. Michael in Dortmund                                                 | St. Michael                         | Dortmund                     | Hl. Drei Könige Dortmund                                           | Dortmund | Profanierung beantragt                                                                      |
| Außenansicht der Kirche St. Bonifatius in Dortmund                                              | St. Bonifatius                      | Dortmund                     | Heiliger Weg                                                       | Dortmund |                                                                                             |
| Außenansicht der Kirche Ss. Franziskus und Antonius in Dortmund                                 | Ss. Franziskus und Antonius         | Dortmund                     | Heiliger Weg                                                       | Dortmund |                                                                                             |
| Außenansicht der Kirche Herz Jesu in Hörde                                                      | Herz Jesu                           | Dortmund-Hörde               | Pfarrei St. Clara                                                  | Dortmund |                                                                                             |
| Außenansicht der Stiftskirche St. Clara in Hörde                                                | St. Clara                           | Dortmund-Hörde               | Pfarrei St. Clara                                                  | Dortmund |                                                                                             |
| Außenansicht der Kirche St. Georg in Hörde                                                      | St. Georg                           | Dortmund-Hörde               | Pfarrei St. Clara                                                  | Dortmund |                                                                                             |
| Außenansicht der Kirche St. Stephanus in Deusen                                                 | St. Stephanus                       | Dortmund-Deusen              | Pastoralverbund am Revierpark                                      | Dortmund |                                                                                             |
| Außenansicht der Kirche St. Christophorus in Huckarde                                           | St. Christophorus                   | Dortmund-Huckarde            | Pastoralverbund am Revierpark                                      | Dortmund |                                                                                             |
| Außenansicht der Kirche St. Urbanus in Huckarde                                                 | St. Urbanus                         | Dortmund-Huckarde            | Pastoralverbund am Revierpark                                      | Dortmund |                                                                                             |
| Außenansicht der Kirche St. Joseph in Kirchlinde                                                | St. Joseph                          | Dortmund-Kirchlinde          | Pastoralverbund am Revierpark                                      | Dortmund |                                                                                             |
| Außenansicht der Kirche Heilig Kreuz in Rahm                                                    | Heilig Kreuz                        | Dortmund-Rahm                | Pastoralverbund am Revierpark                                      | Dortmund |                                                                                             |
| Außenansicht der Kirche St. Petrus Canisius in Husen                                            | St. Petrus Canisius                 | Dortmund-Husen               | Kirchspiel Husen-Kurl-Lanstrop                                     | Dortmund |                                                                                             |
| Außenansicht der Kirche St. Johannes Baptist in Kurl                                            | St. Johannes Baptist                | Dortmund-Kurl                | Kirchspiel Husen-Kurl-Lanstrop                                     | Dortmund |                                                                                             |
| Außenansicht der Kirche St. Michael in Lanstrop                                                 | St. Michael                         | Dortmund-Lanstrop            | Kirchspiel Husen-Kurl-Lanstrop                                     | Dortmund |                                                                                             |
| Außenansicht der Kirche Herz Jesu in Bövinghausen                                               | Herz Jesu                           | Dortmund-Bövinghausen        | Pastoralverbund Dortmund-West                                      | Dortmund |                                                                                             |
| Außenansicht der Kirche St. Maria Magdalena in Lütgendortmund                                   | St. Maria Magdalena                 | Dortmund-Lütgendortmund      | Pastoralverbund Dortmund-West                                      | Dortmund |                                                                                             |
| Außenansicht der Kirche Heilige Familie in Marten                                               | Heilige Familie                     | Dortmund-Marten              | Pastoralverbund Dortmund-West                                      | Dortmund |                                                                                             |
| Außenansicht der Kirche St. Laurentius in Marten                                                | St. Laurentius                      | Dortmund-Marten              | Pastoralverbund Dortmund-West                                      | Dortmund |                                                                                             |
| Außenansicht der Kirche Christus unser Friede in Oespel                                         | Christus unser Friede               | Dortmund-Oespel / Kley       | Pastoralverbund Dortmund-West                                      | Dortmund |                                                                                             |
| Außenansicht der Kirche St. Joseph in Asseln                                                    | St. Joseph                          | Dortmund-Asseln              | Wickede-Asseln                                                     | Dortmund |                                                                                             |
| Außenansicht der Kirche Vom Göttlichen Wort in Wickede                                          | Vom Göttlichen Wort                 | Dortmund-Wickede             | Wickede-Asseln                                                     | Dortmund |                                                                                             |

### Dekanat Emschertal
| Bild                                                     | Kirche                        | Ort                        | Pastoralverbund                        | Dekanat    | Bemerkungen                                                               |
| -------------------------------------------------------- | ----------------------------- | -------------------------- | -------------------------------------- | ---------- | ------------------------------------------------------------------------- |
| St Josef, Castrop-Rauxel-Habinghorst                     | St. Joseph                    | Castrop-Rauxel-Habinghorst | Pfarrei Corpus Christi, Castrop-Rauxel | Emschertal | Seit 1. Januar 2015 Pfarrkirche der Kath. Gesamt-Pfarrei Corpus Christi.  |
| Außenansicht der Kirche St. Barbara in Castrop-Rauxel    | St. Barbara                   | Castrop-Rauxel-Ickern      | Pfarrei Corpus Christi, Castrop-Rauxel | Emschertal | Seit 1. Januar 2015 Filialkirche der Kath. Gesamt-Pfarrei Corpus Christi. |
| Außenansicht der Kirche St. Antonius von Padua in Ickern | St. Antonius von Padua        | Castrop-Rauxel-Ickern      | Pfarrei Corpus Christi, Castrop-Rauxel | Emschertal | Seit 1. Januar 2015 Filialkirche der Kath. Gesamt-Pfarrei Corpus Christi. |
| Außenansicht der Kirche Herz Jesu in Castrop-Rauxel      | Herz Jesu                     | Castrop-Rauxel             | Pfarrei Corpus Christi, Castrop-Rauxel | Emschertal | Seit 1. Januar 2015 Filialkirche der Kath. Gesamt-Pfarrei Corpus Christi. |
| Hl. Schutzengel, Frohlinde                               | Heiliger Schutzengel          | Castrop-Rauxel-Frohlinde   | Pfarrei St. Lambertus Castrop          | Emschertal |                                                                           |
| Heilig Kreuz, Rauxel                                     | Heilig Kreuz                  | Castrop-Rauxel-Dorf Rauxel | Pfarrei St. Lambertus Castrop          | Emschertal |                                                                           |
| St. Elisabeth, Obercastrop                               | St. Elisabeth                 | Castrop-Rauxel-Obercastrop | Pfarrei St. Lambertus Castrop          | Emschertal |                                                                           |
| Außenansicht der Kirche St. Marien in Merklinde          | St. Marien                    | Castrop-Rauxel-Merklinde   | Pfarrei St. Lambertus Castrop          | Emschertal |                                                                           |
| St. Franziskus Xaverius in Castrop-Schwerin              | St. Franziskus-Xaverius       | Castrop-Schwerin           | Pfarrei St. Lambertus Castrop          | Emschertal | Abriss geplant                                                            |
| Außenansicht der Kirche St. Lambertus in Castrop-Rauxel  | St. Lambertus                 | Castrop-Rauxel-Innenstadt  | Pfarrei St. Lambertus Castrop          | Emschertal |                                                                           |
|                                                          | Allerheiligste Dreifaltigkeit | Herne-Wanne-Eickel         | Pfarrei St. Christophorus              | Emschertal | Nov. 2023 außer Dienst gestellt; Zukunft ungewiss                         |
|                                                          | Herz Jesu                     | Herne-Wanne-Nord           | Pfarrei St. Christophorus              | Emschertal |                                                                           |
| Außenansicht der Kirche St. Laurentius in Wanne          | St. Laurentius                | Herne-Wanne                | Pfarrei St. Christophorus              | Emschertal |                                                                           |
| St. Marien in Eickel                                     | St. Marien                    | Herne-Eickel               | Pfarrei St. Christophorus              | Emschertal |                                                                           |
| St. Franziskus in Holsterhausen                          | St. Franziskus von Assisi     | Herne-Holsterhausen        | Pfarrei St. Christophorus              | Emschertal | Dez 2023 außer Dienst gestellt                                            |
| Heilige Familie in Wanne-Eickel                          | Heilige Familie               | Herne-Wanne-Eickel         | Pfarrei St. Christophorus              | Emschertal |                                                                           |
| Außenansicht der Kirche St. Bonifatius in Herne          | St. Bonifatius                | Herne                      | Pfarrei St. Dionysius                  | Emschertal |                                                                           |
| St. Elisabeth in Herne-Mitte                             | St. Elisabeth                 | Herne                      | Pfarrei St. Dionysius                  | Emschertal | 29.06.2024 letzte Messe; 02.11.2024 profaniert; Nachnutzung geplant       |
| St. Marien in Baukau                                     | St. Marien                    | Herne-Baukau               | Pfarrei St. Dionysius                  | Emschertal |                                                                           |
| St. Barbara in Elpeshof                                  | St. Barbara                   | Herne-Elpeshof             | Pfarrei St. Dionysius                  | Emschertal | 06.10.2024 letzte Messe; 02.11.2024 profaniert; Abriss geplant            |
| St. Joseph in Horsthausen                                | St. Joseph                    | Herne-Horsthausen          | Pfarrei St. Dionysius                  | Emschertal |                                                                           |
| St. Pius in Herne-Horsthausen Pantringshof               | St. Pius                      | Herne-Pöppinghausen        | Pfarrei St. Dionysius                  | Emschertal |                                                                           |
| St. Dreifaltigkeit in Herne-Holthausen                   | St. Dreifaltigkeit            | Herne-Holthausen           | Pfarrei St. Dionysius                  | Emschertal |                                                                           |
| St. Peter und Paul in Herne-Börning-Södingen             | St. Peter und Paul            | Herne-Börnig-Sodingen      | Pfarrei St. Dionysius                  | Emschertal |                                                                           |
| Außenansicht der Kirche Herz Jesu in Herne               | Herz Jesu                     | Herne                      | Pfarrei St. Dionysius                  | Emschertal |                                                                           |
| Außenansicht der Kirche St. Konrad in Herne-Süd          | St. Konrad                    | Herne                      | Pfarrei St. Dionysius                  | Emschertal | 30.06.2024 letzte Messe; 02.11.2024 profaniert; Nachnutzung geplant       |
| St. Barbara in Röhlinghausen                             | St. Barbara                   | Herne-Röhlinghausen        | Pfarrei St. Christophorus              | Emschertal |                                                                           |
| Außenansicht der Kirche St. Joseph in Wanne-Süd          | St. Joseph                    | Herne-Wanne-Süd            | Pfarrei St. Christophorus              | Emschertal |                                                                           |
|                                                          | St. Michael                   | Herne-Wanne-West           | Pfarrei St. Christophorus              | Emschertal | Dez 2023 außer Dienst gestellt                                            |

### Dekanat Hagen-Witten
| Bild                                                    | Kirche                    | Ort                 | Pastoralverbund                  | Dekanat      | Bemerkungen |
| ------------------------------------------------------- | ------------------------- | ------------------- | -------------------------------- | ------------ | ----------- |
| St. Urban in Ende                                       | St. Urban                 | Herdecke-Ende       | Ruhrseen-Hagen-Nord              | Hagen-Witten |             |
| Philippus und Jakobus in Herdecke                       | Ss. Philippus und Jakobus | Herdecke            | Ruhrseen-Hagen-Nord              | Hagen-Witten |             |
| Ss. Peter und Paul in Wetter                            | Ss. Peter und Paul        | Wetter              | An den Ruhrseen                  | Hagen-Witten |             |
| St. Petrus Canisius in Hagen-Eckesey                    | St. Petrus Canisius       | Hagen-Eckesey       | Hagen Mitte-West                 | Hagen-Witten |             |
| Katholische Kirche Herz Jesu Hagen-Eilpe                | Herz Jesu                 | Hagen-Eilpe         | Hagen Mitte-West                 | Hagen-Witten |             |
| Kirche St. Josef in Hagen-Altenhagen                    | St. Josef                 | Hagen               | Hagen Mitte-West                 | Hagen-Witten |             |
| St. Marien in Hagen-Mitte                               | St. Marien                | Hagen               | Hagen Mitte-West                 | Hagen-Witten |             |
| St. Meinolf in Hagen-Altenhagen                         | St. Meinolf               | Hagen               | Hagen Mitte-West                 | Hagen-Witten |             |
| Liebfrauen in Hagen-Vorhalle                            | Liebfrauen                | Hagen-Vorhalle      | Hagen Mitte-West                 | Hagen-Witten |             |
| Heilig-Geist-Kirche in Hagen-Emst                       | Heilig Geist              | Hagen-Emst          | Pastoralverbund am Hagener Kreuz | Hagen-Witten |             |
| Außenansicht der Kirche St. Elisabeth in Hagen          | St. Elisabeth             | Hagen               | Pastoralverbund am Hagener Kreuz | Hagen-Witten |             |
| Kirche Christ-König in Hagen-Boelerheide                | Christkönig               | Hagen-Boelerheide   | Ruhrseen-Hagen-Nord              | Hagen-Witten |             |
| St. Johannes Baptist in Hagen-Boele                     | St. Johannes Baptist      | Hagen-Boele         | Ruhrseen-Hagen-Nord              | Hagen-Witten |             |
| St. Antonius-Kirche in Hagen-Kabel                      | St. Antonius von Padua    | Hagen-Kabel         | Ruhrseen-Hagen-Nord              | Hagen-Witten |             |
| St. Bonifatius in Hagen-Haspe                           | St. Bonifatius            | Hagen-Haspe         | Hagen Mitte-West                 | Hagen-Witten |             |
| St. Konrad in Hagen-Westerbauer                         | St. Konrad                | Hagen-Westerbauer   | Hagen Mitte-West                 | Hagen-Witten |             |
| St. Michael in Hagen-Wehringhausen                      | St. Michael               | Hagen-Wehringhausen | Hagen Mitte-West                 | Hagen-Witten |             |
| Heilig-Kreuz-Kirche in Hagen-Halden                     | Heilig Kreuz              | Hagen-Halden        | Pastoralverbund am Hagener Kreuz | Hagen-Witten |             |
| St. Bonifatius in Hagen-Hohenlimburg                    | St. Bonifatius            | Hagen-Hohenlimburg  | Pastoralverbund am Hagener Kreuz | Hagen-Witten |             |
| Außenansicht der Kirche St. Marien in Witten            | St. Marien                | Witten              | Pastoraler Raum Witten           | Hagen-Witten |             |
| St. Vinzenz in Witten                                   | St. Vinzenz               | Witten              | Pastoraler Raum Witten           | Hagen-Witten |             |
| Außenansicht der Kirche St. Joseph in Annen             | St. Joseph                | Witten-Annen        | Pastoraler Raum Witten           | Hagen-Witten |             |
| Außenansicht der Kirche St. Pius in Rüdinghausen        | St. Pius                  | Witten-Rüdinghausen | Pastoraler Raum Witten           | Hagen-Witten |             |
| Außenansicht der Kirche St. Maximilian Kolbe in Stockum | St. Maximilian Kolbe      | Witten-Stockum      | Pastoraler Raum Witten           | Hagen-Witten |             |
| Herz Jesu in Bommern                                    | Herz Jesu                 | Witten-Bommern      | Pastoraler Raum Witten           | Hagen-Witten |             |
| St. Franziskus von Assisi in Witten                     | St. Franziskus von Assisi | Witten              | Pastoraler Raum Witten           | Hagen-Witten |             |

### Dekanat Hellweg
| Bild                                                           | Kirche                 | Ort                         | Pastoralverbund                   | Dekanat | Bemerkungen |
| -------------------------------------------------------------- | ---------------------- | --------------------------- | --------------------------------- | ------- | ----------- |
| St. Bonifatius in Bad Sassendorf                               | St. Bonifatius         | Bad Sassendorf              | Pastoraler Raum Soest             | Hellweg |             |
| St. Christophorus in Ostinghausen                              | St. Christophorus      | Bad Sassendorf-Ostinghausen | Pastoraler Raum Soest             | Hellweg |             |
| Heilig Geist in Bilme                                          | Heilig Geist           | Ense-Bilme                  | Pfarrei St. Lambertus Ense        | Hellweg |             |
| Außenansicht der Kirche St. Lambertus in Bremen                | St. Lambertus          | Ense-Bremen                 | Pfarrei St. Lambertus Ense        | Hellweg |             |
| St. Bernhard in Niederense                                     | St. Bernhard           | Ense-Niederense             | Pfarrei St. Lambertus Ense        | Hellweg |             |
| Kapelle auf dem Fürstenberg in Ense                            | Fürstenberg-Kapelle    | Ense                        | Pfarrei St. Lambertus Ense        | Hellweg |             |
| Außenansicht der St. Rochus-Kapelle in Oberense                | Rochus-Kapelle         | Ense-Oberense               | Pfarrei St. Lambertus Ense        | Hellweg |             |
| St. Agnes in Hamm                                              | St. Agnes              | Hamm                        | Hamm-Mitte                        | Hellweg |             |
| St. Georg in Hamm                                              | St. Georg              | Hamm                        | Hamm-Mitte                        | Hellweg |             |
| St. Antonius in Geithe                                         | St. Antonius von Padua | Hamm-Geithe                 | Hamm-Osten                        | Hellweg |             |
| St. Michael in Ostwennemar                                     | St. Michael            | Hamm-Ostwennemar            | Hamm-Osten                        | Hellweg |             |
| St. Bonifatius in Werries                                      | St. Bonifatius         | Hamm-Werries                | Hamm-Osten                        | Hellweg |             |
| St. Bonifatius in Hamm                                         | St. Bonifatius         | Hamm                        | Hamm-Westen                       | Hellweg |             |
|                                                                | St. Josef              | Hamm                        | Hamm-Westen                       | Hellweg |             |
| St. Liborius in Wiescherhöfen                                  | St. Liborius           | Hamm-Wiescherhöfen          | Hamm-Westen                       | Hellweg |             |
| St. Stephanus in Lippetal-Oestinghausen                        | St. Stephanus          | Lippetal-Oestinghausen      | Lippetal                          | Hellweg |             |
| St. Albertus Magnus in Lippetal-Hovestadt                      | St. Albertus Magnus    | Lippetal-Hovestadt          | Lippetal                          | Hellweg |             |
|                                                                | St. Barbara            | Lippetal-Hultrop            | Lippetal                          | Hellweg |             |
|                                                                | Heilige Dreikönige     | Möhnesee-Brüllingsen        | Pastoraler Raum Soest             | Hellweg |             |
| St. Antonius in Günne                                          | St. Antonius           | Möhnesee-Günne              | Pastoraler Raum Soest             | Hellweg |             |
| St. Pankratius in Körbecke                                     | St. Pankratius         | Möhnesee-Körbecke           | Pastoraler Raum Soest             | Hellweg |             |
| St. Luzia in Völlinghausen                                     | St. Luzia              | Möhnesee-Völlinghausen      | Pastoraler Raum Soest             | Hellweg |             |
| St. Elisabeth in Möhnesee-Wamel                                | St. Elisabeth          | Möhnesee-Wamel              | Pastoraler Raum Soest             | Hellweg |             |
| Heilig Kreuz in Herringen                                      | Heilig Kreuz           | Hamm-Herringen              | Pelkum-Herringen                  | Hellweg |             |
| St. Marien in Wiescherhöfen                                    | St. Marien             | Hamm-Wiescherhöfen          | Pelkum-Herringen                  | Hellweg |             |
| St. Elisabeth in Hamm-Berge                                    | St. Elisabeth          | Hamm-Berge                  | Südliches Hamm                    | Hellweg |             |
| Liebfrauen in Hamm                                             | Liebfrauen             | Hamm                        | Südliches Hamm                    | Hellweg |             |
| St. Regina in Rhynern                                          | St. Regina             | Hamm-Rhynern                | Südliches Hamm                    | Hellweg |             |
| Außenansicht der Kirche St. Joseph in Süddinker                | St. Joseph             | Hamm-Süddinker              | Südliches Hamm                    | Hellweg |             |
| Christkönig in Wambeln                                         | Christkönig            | Hamm-Wambeln                | Südliches Hamm                    | Hellweg |             |
| Zur heiligen Familie in Westtünnen                             | Zur Heiligen Familie   | Hamm-Westtünnen             | Südliches Hamm                    | Hellweg |             |
| Heilig-Kreuz-Kirche in Soest                                   | Heilig-Kreuz-Kirche    | Soest                       | Pastoraler Raum Soest             | Hellweg |             |
| St. Albertus Magnus in Soest                                   | St. Albertus Magnus    | Soest                       | Pastoraler Raum Soest             | Hellweg |             |
| St. Bruno in Soest                                             | St. Bruno              | Soest                       | Pastoraler Raum Soest             | Hellweg |             |
| Außenansicht des Doms St. Patrokli in Soest                    | St. Patrokli           | Soest                       | Pastoraler Raum Soest             | Hellweg |             |
| St. Peter und Paul in Scheidingen                              | Ss. Peter und Paul     | Welver-Scheidingen          | Propsteipfarrei St. Walburga Werl | Hellweg |             |
| St. Bernhard in Welver                                         | St. Bernhard           | Welver                      | Propsteipfarrei St. Walburga Werl | Hellweg |             |
| Außenansicht der Kirche St. Kunibertus in Werl-Büderich        | St. Kunibertus         | Werl-Büderich               | Propsteipfarrei St. Walburga Werl | Hellweg |             |
| Außenansicht der Kirche St. Antonius von Padua in Werl-Sönnern | St. Antonius von Padua | Werl-Sönnern                | Propsteipfarrei St. Walburga Werl | Hellweg |             |
| Außenansicht der Kirche St. Nobert in Werl                     | St. Nobert             | Werl                        | Propsteipfarrei St. Walburga Werl | Hellweg |             |
| Außenansicht der Kirche St. Peter in Werl                      | St. Peter              | Werl                        | Propsteipfarrei St. Walburga Werl | Hellweg |             |
| Außenansicht der Kirche St. Walburga in Werl                   | St. Walburga           | Werl                        | Propsteipfarrei St. Walburga Werl | Hellweg |             |
| Außenansicht der Kirche St. Cäcilia in Werl-Westönnen          | St. Cäcilia            | Werl-Westönnen              | Propsteipfarrei St. Walburga Werl | Hellweg |             |
| Außenansicht der Kirche St. Vinzenz in Echthausen              | St. Vinzenz            | Wickede-Echthausen          | Wickede (Ruhr)                    | Hellweg |             |
| St. Antonius von Padua in Wickede                              | St. Antonius von Padua | Wickede                     | Wickede (Ruhr)                    | Hellweg |             |

### Dekanat Herford-Minden
| Bild                                                             | Kirche                           | Ort                         | Pastoralverbund | Dekanat        | Bemerkungen                                      |
| ---------------------------------------------------------------- | -------------------------------- | --------------------------- | --------------- | -------------- | ------------------------------------------------ |
| Außenansicht der Kirche St. Joseph in Bünde                      | St. Joseph                       | Bünde                       | Bünder Land     | Herford-Minden |                                                  |
| Außenansicht der Kirche St. Michael in Holsen                    | St. Michael                      | Bünde-Holsen                | Bünder Land     | Herford-Minden |                                                  |
| St. Marien in Kirchlengern                                       | St. Marien                       | Kirchlengern                | Bünder Land     | Herford-Minden |                                                  |
| Maria Frieden Kirche in Herford                                  | Maria Frieden                    | Herford                     | Herford         | Herford-Minden |                                                  |
| Außenansicht der Kirche St. Johannes Baptist in Herford          | St. Johannes Baptist             | Herford                     | Herford         | Herford-Minden |                                                  |
| St.-Josef-Kirche in Herford-Elverdissen                          | St.-Josef-Kirche                 | Herford-Elverdissen         | Herford         | Herford-Minden | Filialkirche von St. Johannes Baptist in Herford |
| St. Paulus in Herford                                            | St. Paulus                       | Herford                     | Herford         | Herford-Minden |                                                  |
|                                                                  | St. Marien                       | Espelkamp                   | Lübbecker Land  | Herford-Minden |                                                  |
| St. Johannes Baptist in Lübbecke                                 | St. Johannes Baptist             | Lübbecke                    | Lübbecker Land  | Herford-Minden |                                                  |
|                                                                  | St. Raphael                      | Preußisch Oldendorf         | Lübbecker Land  | Herford-Minden |                                                  |
|                                                                  | St. Michael                      | Rahden                      | Lübbecker Land  | Herford-Minden |                                                  |
| St. Laurentius in Löhne                                          | St. Laurentius                   | Löhne                       | Löhne-Vlotho    | Herford-Minden |                                                  |
| Heilig-Kreuz-Kirche in Vlotho                                    | Heilig Kreuz                     | Vlotho                      | Löhne-Vlotho    | Herford-Minden |                                                  |
| St. Hedwig in Vlotho                                             | St. Hedwig                       | Vlotho-Exter                | Löhne-Vlotho    | Herford-Minden | Kirche seit 2020 geschlossen                     |
|                                                                  | St. Maria                        | Petershagen-Lahde           | Mindener Land   | Herford-Minden |                                                  |
| Außenansicht der Kirche St. Ansgar in Minden                     | St. Ansgar                       | Minden                      | Mindener Land   | Herford-Minden |                                                  |
| Außenansicht des Doms Ss. Gorgonius und Petrus Apostel in Minden | Ss. Gorgonius und Petrus Apostel | Minden                      | Mindener Land   | Herford-Minden |                                                  |
| St. Mauritius in Minden                                          | St. Mauritius                    | Minden                      | Mindener Land   | Herford-Minden |                                                  |
|                                                                  | St. Paulus                       | Minden                      | Mindener Land   | Herford-Minden |                                                  |
|                                                                  | St. Johannes Baptist             | Petershagen                 | Mindener Land   | Herford-Minden |                                                  |
| Außenansicht der Kirche Ss. Peter und Paul in Bad Oeynhausen     | Ss. Peter und Paul               | Bad Oeynhausen              | Weserbogen      | Herford-Minden |                                                  |
| Außenansicht der Kirche St. Johannes Evangelist in Eidinghausen  | St. Johannes Evangelist          | Bad Oeynhausen-Eidinghausen | Weserbogen      | Herford-Minden |                                                  |
| St. Walburga in Hausberge                                        | St. Walburga                     | Porta-Westfalica-Hausberge  | Weserbogen      | Herford-Minden |                                                  |
| Außenansicht der Kirche St. Bonifatius in Eilshausen             | St. Bonifatius                   | Hiddenhausen-Eilshausen     | Widukindsland   | Herford-Minden |                                                  |
| Außenansicht der Kirche St. Dionysius in Enger                   | St. Dionysius                    | Enger                       | Widukindsland   | Herford-Minden |                                                  |
| Außenansicht der Kirche St. Joseph in Spenge                     | St. Joseph                       | Spenge                      | Widukindsland   | Herford-Minden |                                                  |

### Dekanat Hochsauerland-Mitte
| Bild                                                             | Kirche                  | Ort                               | Pastoralverbund      | Dekanat             | Bemerkungen                                             |
| ---------------------------------------------------------------- | ----------------------- | --------------------------------- | -------------------- | ------------------- | ------------------------------------------------------- |
| Außenansicht der Kirche St. Luzia in Altenilpe                   | St. Luzia               | Schmallenberg-Altenilpe           | Schmallenberg-Eslohe | Hochsauerland-Mitte |                                                         |
| Außenansicht der Kirche St. Antonius Einsiedler in Arpe          | St. Antonius Einsiedler | Schmallenberg-Arpe                | Schmallenberg-Eslohe | Hochsauerland-Mitte |                                                         |
| Außenansicht der Kirche St. Cyriakus in Berghausen               | St. Cyriakus            | Schmallenberg-Berghausen          | Schmallenberg-Eslohe | Hochsauerland-Mitte |                                                         |
| Außenansicht der Kirche St. Marien in Bracht                     | St. Marien              | Schmallenberg-Bracht              | Schmallenberg-Eslohe | Hochsauerland-Mitte |                                                         |
| St. Hubertus in Schmallenberg-Dorlar                             | St. Hubertus            | Schmallenberg-Dorlar              | Schmallenberg-Eslohe | Hochsauerland-Mitte |                                                         |
| Außenansicht der Kirche Ss. Peter und Paul in Wormbach           | Ss. Peter und Paul      | Schmallenberg-Wormbach            | Schmallenberg-Eslohe | Hochsauerland-Mitte |                                                         |
| St. Antonius Einsiedler in Bremke                                | St. Antonius Einsiedler | Eslohe-Bremke                     | Schmallenberg-Eslohe | Hochsauerland-Mitte |                                                         |
| Außenansicht der Pfarrkirche St. Nikolaus in Cobbenrode          | St. Nikolaus            | Eslohe-Cobbenrode                 | Schmallenberg-Eslohe | Hochsauerland-Mitte |                                                         |
| Außenansicht der Kirche St. Peter und Paul in Eslohe (Sauerland) | St. Peter und Paul      | Eslohe (Sauerland)                | Schmallenberg-Eslohe | Hochsauerland-Mitte |                                                         |
| St. Hubertus in Kückelheim                                       | St. Hubertus            | Eslohe-Kückelheim                 | Schmallenberg-Eslohe | Hochsauerland-Mitte |                                                         |
| Mariä Heimsuchung in Niederlandenbeck                            | Mariä Heimsuchung       | Eslohe-Niederlandenbeck           | Schmallenberg-Eslohe | Hochsauerland-Mitte |                                                         |
| St. Pankratius in Reiste                                         | St. Pankratius          | Eslohe-Reiste                     | Schmallenberg-Eslohe | Hochsauerland-Mitte |                                                         |
| St. Sebastian in Salwey                                          | St. Sebastian           | Eslohe-Niedersalwey               | Schmallenberg-Eslohe | Hochsauerland-Mitte |                                                         |
| St. Cäcilia in Wenholthausen                                     | St. Cäcilia             | Eslohe-Wenholthausen              | Schmallenberg-Eslohe | Hochsauerland-Mitte |                                                         |
| Außenansicht der Kirche Ss. Kosmas und Damian in Bödefeld        | Ss. Kosmas und Damian   | Schmallenberg-Bödefeld            | Schmallenberg-Eslohe | Hochsauerland-Mitte |                                                         |
| St. Georg in Bad Fredeburg                                       | St. Georg               | Schmallenberg-Bad Fredeburg       | Schmallenberg-Eslohe | Hochsauerland-Mitte |                                                         |
| Außenansicht der Kirche St. Michael in Holthausen                | St. Michael             | Schmallenberg-Holthausen          | Schmallenberg-Eslohe | Hochsauerland-Mitte |                                                         |
| Außenansicht der Kirche St. Lambertus in Kirchrarbach            | St. Lambertus           | Schmallenberg-Kirchrarbach        | Schmallenberg-Eslohe | Hochsauerland-Mitte |                                                         |
| St. Agatha in Oberhenneborn                                      | St. Agatha              | Schmallenberg-Oberhenneborn       | Schmallenberg-Eslohe | Hochsauerland-Mitte |                                                         |
| Außenansicht der Kirche St.Luzia in Berge                        | St. Luzia               | Meschede-Berge                    | Meschede-Bestwig     | Hochsauerland-Mitte |                                                         |
| Außenansicht der Kirche St. Severinus in Calle                   | St. Severin             | Meschede-Calle                    | Meschede-Bestwig     | Hochsauerland-Mitte |                                                         |
| ST.Nikolaus Freienohl                                            | St. Nikolaus            | Meschede-Freienohl                | Meschede-Bestwig     | Hochsauerland-Mitte |                                                         |
| St.Antonius Einsiedel Grevenstein                                | St. Antonius Einsiedler | Meschede-Grevenstein              | Meschede-Bestwig     | Hochsauerland-Mitte |                                                         |
| St.Nikolaus in Wennemen                                          | St. Nikolaus            | Meschede-Wennemen                 | Meschede-Bestwig     | Hochsauerland-Mitte |                                                         |
| Außenansicht der Kirche St. Johannes Evangelist in Eversberg     | St. Johannes Evangelist | Meschede-Eversberg                | Meschede-Bestwig     | Hochsauerland-Mitte |                                                         |
| Außenansicht der Kirche Maria Himmelfahrt in Meschede            | Mariä Himmelfahrt       | Meschede                          | Meschede-Bestwig     | Hochsauerland-Mitte |                                                         |
| Außenansicht der Kirche St. Walburga in Meschede                 | St. Walburga            | Meschede                          | Meschede-Bestwig     | Hochsauerland-Mitte | ehemalige Kirche des Stifts Meschede, heute Pfarrkirche |
| Außenansicht der Kirche St. Jakobus der Ältere in Remblinghausen | St. Jakobus der Ältere  | Meschede-Remblinghausen           | Meschede-Bestwig     | Hochsauerland-Mitte |                                                         |
| Außenansicht der Kirche Hl.Familie in Wehrstapel                 | Heilige Familie         | Meschede-Wehrstapel-Heinrichsthal | Meschede-Bestwig     | Hochsauerland-Mitte |                                                         |
| St. Barbara in Andreasberg                                       | St. Barbara             | Bestwig-Andreasberg               | Meschede-Bestwig     | Hochsauerland-Mitte |                                                         |
| Christkönig in Bestwig                                           | Christkönig             | Bestwig                           | Meschede-Bestwig     | Hochsauerland-Mitte |                                                         |
| St.Nikolaus in Heringhausen                                      | St. Nikolaus            | Bestwig-Heringhausen              | Meschede-Bestwig     | Hochsauerland-Mitte |                                                         |
| St. Anna in Nuttlar                                              | St. Anna                | Bestwig-Nuttlar                   | Meschede-Bestwig     | Hochsauerland-Mitte |                                                         |
| St.Joseph in Ostwig                                              | St. Joseph              | Bestwig-Ostwig                    | Meschede-Bestwig     | Hochsauerland-Mitte |                                                         |
| Außenansicht der Kirche St. Margaretha in Ramsbeck               | St. Margaretha          | Bestwig-Ramsbeck                  | Meschede-Bestwig     | Hochsauerland-Mitte |                                                         |
| St. Andreas in Velmede                                           | St. Andreas             | Bestwig-Velmede                   | Meschede-Bestwig     | Hochsauerland-Mitte |                                                         |
| Altar der Kirche St. Antonius Einsiedler in Fleckenberg          | St. Antonius Einsiedler | Schmallenberg-Fleckenberg         | Schmallenberg-Eslohe | Hochsauerland-Mitte |                                                         |
| Herz Jesu in Gleidorf                                            | Herz Jesu               | Schmallenberg-Gleidorf            | Schmallenberg-Eslohe | Hochsauerland-Mitte |                                                         |
| Außenansicht der Kirche St. Vinzentius in Lenne                  | St. Vinzentius          | Schmallenberg-Lenne               | Schmallenberg-Eslohe | Hochsauerland-Mitte |                                                         |
| Außenansicht der Kirche St. Alexander in Schmallenberg           | St. Alexander           | Schmallenberg                     | Schmallenberg-Eslohe | Hochsauerland-Mitte |                                                         |
| St. Georg in Grafschaft                                          | St. Georg               | Schmallenberg-Grafschaft          | Schmallenberg-Eslohe | Hochsauerland-Mitte |                                                         |
| St.Georg in Bad Fredeburg                                        | St. Georg               | Schmallenberg-Bad Fredeburg       | Schmallenberg-Eslohe | Hochsauerland-Mitte |                                                         |
| Außenansicht der Kirche St. Hubertus in Nordenau                 | St. Hubertus            | Schmallenberg-Nordenau            | Schmallenberg-Eslohe | Hochsauerland-Mitte |                                                         |
| Außenansicht der Kirche St. Gertrud in Oberkirchen               | St. Gertrud             | Schmallenberg-Oberkirchen         | Schmallenberg-Eslohe | Hochsauerland-Mitte |                                                         |
| Außenansicht der Kirche St. Joseph in Obersorpe                  | St. Joseph              | Schmallenberg-Obersorpe           | Schmallenberg-Eslohe | Hochsauerland-Mitte |                                                         |
| St. Blasius in Westfeld                                          | St. Blasius             | Schmallenberg-Westfeld            | Schmallenberg-Eslohe | Hochsauerland-Mitte |                                                         |

### Dekanat Hochsauerland-Ost
| Bild                                                                  | Kirche                             | Ort                       | Pastoralverbund | Dekanat           | Bemerkungen                                                                                         |
| --------------------------------------------------------------------- | ---------------------------------- | ------------------------- | --------------- | ----------------- | --------------------------------------------------------------------------------------------------- |
| St.-Marien-Kirche in Antfeld                                          | St. Marien                         | Olsberg-Antfeld           | Olsberg-Bigge   | Hochsauerland-Ost | |
| Außenansicht der Kirche St. Martin in Bigge                           | St. Martin                         | Olsberg-Bigge             | Olsberg-Bigge   | Hochsauerland-Ost | |
| St. Lucia in Olsberg-Elpe                                             | St. Lucia                          | Olsberg-Elpe              | Olsberg-Bigge   | Hochsauerland-Ost | |
| St. Maria Magdalena Olsberg-Gevelinghausen                            | St. Maria Magdalena                | Olsberg-Gevelinghausen    | Olsberg-Bigge   | Hochsauerland-Ost | |
| St. Hubertus in Helmeringhausen                                       | St. Hubertus                       | Olsberg-Helmeringhausen   | Olsberg-Bigge   | Hochsauerland-Ost | |
| Außenansicht der Kirche Ss. Johannes Baptist und Agatha in Altenbüren | Ss. Johannes Baptist und Agatha    | Brilon-Altenbüren         | Brilon          | Hochsauerland-Ost | |
| Außenansicht der Propsteikirche Ss. Petrus und Andreas in Brilon      | Ss. Petrus und Andreas             | Brilon                    | Brilon          | Hochsauerland-Ost | |
|                                                                       | St. Joseph                         | Brilon-Brilon-Wald        | Brilon          | Hochsauerland-Ost | |
| Außenansicht der Kirche St. Laurentius in Scharfenberg                | St. Laurentius                     | Brilon-Scharfenberg       | Brilon          | Hochsauerland-Ost | |
|                                                                       | St. Antonius Einsiedler            | Hallenberg-Braunshausen   | Hallenberg      | Hochsauerland-Ost | |
| Außenansicht der Kirche St. Heribertus in Hallenberg                  | St. Heribertus                     | Hallenberg                | Hallenberg      | Hochsauerland-Ost | |
| Außenansicht der Kirche St. Goar in Hesborn                           | St. Goar                           | Hallenberg-Hesborn        | Hallenberg      | Hochsauerland-Ost | |
| Außenansicht der Merklinghauser Kapelle                               | Merklinghauser Kapelle             | Hallenberg                | Hallenberg      | Hochsauerland-Ost | |
|                                                                       | St. Thomas der Apostel             | Hallenberg-Liesen         | Hallenberg      | Hochsauerland-Ost | |
|                                                                       | St. Vitus                          | Marsberg-Erlinghausen     | Marsberg        | Hochsauerland-Ost | |
| St. Magnus in Marsberg                                                | St. Magnus                         | Marsberg                  | Marsberg        | Hochsauerland-Ost | |
| St. Petrus und Paulus in Marsberg                                     | St. Petrus und Paulus              | Marsberg                  | Marsberg        | Hochsauerland-Ost | |
| St. Markus in Beringhausen                                            | St. Markus                         | Marsberg-Beringhausen     | Marsberg        | Hochsauerland-Ost | |
| Christkönig in Bredelar                                               | Christkönig                        | Marsberg-Bredelar         | Marsberg        | Hochsauerland-Ost | |
| Außenansicht der Kirche St. Laurentius in Canstein                    | St. Laurentius                     | Marsberg-Canstein         | Marsberg        | Hochsauerland-Ost | |
| St. Fabian und Sebastian in Marsberg-Giershagen                       | St. Fabian und Sebastian           | Marsberg-Giershagen       | Marsberg        | Hochsauerland-Ost | |
|                                                                       | St. Hubertus                       | Marsberg-Heddinghausen    | Marsberg        | Hochsauerland-Ost | |
| Maria von der Immerwährenden Hilfe in Helminghausen                   | Maria von der Immerwährenden Hilfe | Marsberg-Helminghausen    | Marsberg        | Hochsauerland-Ost | |
|                                                                       | St. Sturnius                       | Marsberg-Leitmar          | Marsberg        | Hochsauerland-Ost | |
| Außenansicht der Kirche St. Maria Magdalena in Padberg                | St. Maria Magdalena                | Marsberg-Padberg          | Marsberg        | Hochsauerland-Ost | |
| St. Peter in Padberg                                                  | St. Peter                          | Marsberg-Padberg          | Marsberg        | Hochsauerland-Ost | 1913 als Pfarrkirche von St. Maria Magdalena abgelöst, seit 2004 Gottesdienste in den Sommermonaten |
| St. Johannes Evangelist Berge                                         | St. Johannes Evangelist            | Medebach-Berge            | Medebach        | Hochsauerland-Ost | |
| Außenansicht der Kirche St. Johannes Baptist in Düdinghausen          | St. Johannes Baptist               | Medebach-Düdinghausen     | Medebach        | Hochsauerland-Ost | |
| Außenansicht der Kirche St. Johannes Baptist in Deifeld               | St. Johannes Baptist               | Medebach-Deifeld          | Medebach        | Hochsauerland-Ost | |
| St. Franziskus von Assisi in Dreislar                                 | St. Franziskus von Assisi          | Medebach-Dreislar         | Medebach        | Hochsauerland-Ost | |
| Außenansicht der Kirche St. Laurentius in Küstelberg                  | St. Laurentius                     | Medebach-Küstelberg       | Medebach        | Hochsauerland-Ost | |
| Außenansicht der Kirche Ss. Peter und Paul in Medebach                | Ss. Peter und Paul                 | Medebach                  | Medebach        | Hochsauerland-Ost | |
| Außenansicht der Kirche St.Engelbert                                  | St. Engelbert                      | Medebach-Medelon          | Medebach        | Hochsauerland-Ost | |
| St. Antonius Einsiedler in Oberschledorn                              | St. Antonius Einsiedler            | Medebach-Oberschledorn    | Medebach        | Hochsauerland-Ost | |
| St. Nikolaus in Referinghausen                                        | St. Nikolaus                       | Medebach-Referinghausen   | Medebach        | Hochsauerland-Ost | |
| Außenansicht der Kirche St. Antonius                                  | St. Antonius                       | Medebach-Titmaringhausen  | Medebach        |                   | |
| St. Katharina in Olsberg-Assinghausen                                 | St. Katharina                      | Olsberg-Assinghausen      | Olsberg-Bigge   | Hochsauerland-Ost | |
| Außenansicht der Kirche St. Cyriakus in Bruchhausen                   | St. Cyriakus                       | Olsberg-Bruchhausen       | Olsberg-Bigge   | Hochsauerland-Ost | |
| St. Servatius in Brunskappel                                          | St. Servatius                      | Olsberg-Brunskappel       | Olsberg-Bigge   | Hochsauerland-Ost | |
|                                                                       | St. Laurentius                     | Olsberg-Elleringhausen    | Olsberg-Bigge   | Hochsauerland-Ost | |
| St. Antonius Einsiedler in Olsberg-Wiemeringhausen                    | St. Antonius Einsiedler            | Olsberg-Wiemeringhausen   | Olsberg-Bigge   | Hochsauerland-Ost | |
| St. Nikolaus in Wulmeringhausen                                       | St. Nikolaus                       | Olsberg-Wulmeringhausen   | Olsberg-Bigge   | Hochsauerland-Ost | |
| St. Antonius von Padua in Essentho                                    | St. Antonius von Padua             | Marsberg-Essentho         | Marsberg        | Hochsauerland-Ost | |
| St. Laurentius in Meerhof                                             | St. Laurentius                     | Marsberg-Meerhof          | Marsberg        | Hochsauerland-Ost | |
| St. Johannes Baptist in Oesdorf                                       | St. Johannes Baptist               | Marsberg-Oesdorf          | Marsberg        | Hochsauerland-Ost | |
| St. Vitus in Westheim                                                 | St. Vitus                          | Marsberg-Westheim         | Marsberg        | Hochsauerland-Ost | |
| Außenansicht der Kirche St. Ludger in Alme                            | St. Ludgerus                       | Brilon-Alme               | Brilon          | Hochsauerland-Ost | |
| St. Vitus in Brilon-Bontkirchen                                       | St. Vitus                          | Brilon-Bontkirchen        | Brilon          | Hochsauerland-Ost | |
| St. Michael in Brilon-Gudenhagen                                      | St. Michael                        | Brilon-Gudenhagen         | Brilon          |                   | |
| Außenansicht der Kirche St. Marien in Hoppecke                        | St. Mariä Heimsuchung              | Brilon-Hoppecke           | Brilon          | Hochsauerland-Ost | |
| Ostansicht der Pfarrkirche St. Margaretha in Madfeld                  | St. Margaretha                     | Brilon-Madfeld            | Brilon          | Hochsauerland-Ost | Basilika um 1200, Langhaus 1806–1809 erbaut; Altar von Heinrich Papen                               |
| Außenansicht der Kirche St. Vitus in Messinghausen                    | St. Vitus                          | Brilon-Messinghausen      | Brilon          | Hochsauerland-Ost | |
| St. Laurentius in Rösenbeck                                           | St. Laurentius                     | Brilon-Rösenbeck          | Brilon          | Hochsauerland-Ost | |
| Außenansicht der Kirche St. Dionysius in Thülen                       | St. Dionysius                      | Brilon-Thülen             | Brilon          | Hochsauerland-Ost | |
| Außenansicht der Kirche St. Lambertus in Grönebach                    | St. Lambertus                      | Winterberg-Grönebach      | Winterberg      | Hochsauerland-Ost | |
| Mariä Heimsuchung in Hildfeld                                         | Mariä Heimsuchung                  | Winterberg-Hildfeld       | Winterberg      | Hochsauerland-Ost | |
| St. Agatha in Niedersfeld                                             | St. Agatha                         | Winterberg-Niedersfeld    | Winterberg      | Hochsauerland-Ost | |
| St. Johannes Evangelist in Siedlinghausen                             | St. Johannes Evangelist            | Winterberg-Siedlinghausen | Winterberg      | Hochsauerland-Ost | |
|                                                                       | Ss. Luzia und Willibrord           | Winterberg-Silbach        | Winterberg      | Hochsauerland-Ost | |
| Ss. Maria und Erasmus in Altastenberg                                 | Ss. Maria und Erasmus              | Winterberg-Altastenberg   | Winterberg      | Hochsauerland-Ost | |
|                                                                       | St. Maria Magdalena                | Winterberg-Elkeringhausen | Winterberg      | Hochsauerland-Ost | |
| St. Laurentius in Neuastenberg                                        | St. Laurentius                     | Winterberg-Neuastenberg   | Winterberg      | Hochsauerland-Ost | |
| Außenansicht der Kirche St. Jakobus der Ältere in Winterberg          | St. Jakobus der Ältere             | Winterberg                | Winterberg      | Hochsauerland-Ost | |
| Außenansicht der Kirche St. Johannes Baptist in Züschen               | St. Johannes Baptist               | Winterberg-Züschen        | Winterberg      | Hochsauerland-Ost | |

### Dekanat Hochsauerland-West
| Bild                                                                 | Kirche                                | Ort                   | Pastoralverbund              | Dekanat            | Bemerkungen                                    |
| -------------------------------------------------------------------- | ------------------------------------- | --------------------- | ---------------------------- | ------------------ | ---------------------------------------------- |
| Liebfrauen in Arnsberg                                               | Liebfrauen                            | Arnsberg              | Pastoraler Raum Arnsberg     | Hochsauerland-West |                                                |
| Außenansicht der Johannes-Nepomuk-Kapelle in Arnsberg                | Johannes-Nepomuk-Kapelle              | Arnsberg              | Pastoraler Raum Arnsberg     | Hochsauerland-West | Filialkapelle der Liebfrauenkirche in Arnsberg |
| Außenansicht der Kirche St.Norbertus Arnsberg                        | St. Norbertus                         | Arnsberg              | Pastoraler Raum Arnsberg     | Hochsauerland-West |                                                |
| Außenansicht der Kirche St. Pius in Arnsberg                         | St. Pius                              | Arnsberg              | Pastoraler Raum Arnsberg     | Hochsauerland-West |                                                |
| Heilig Kreuz in Arnsberg                                             | Heilig Kreuz                          | Arnsberg              | Pastoraler Raum Arnsberg     | Hochsauerland-West |                                                |
| Außenansicht der Kirche St. Laurentius in Wedinghausen               | St. Laurentius                        | Arnsberg              | Pastoraler Raum Arnsberg     | Hochsauerland-West |                                                |
| Außenansicht der Stadtkapelle St. Georg in Arnsberg                  | St. Georg                             | Arnsberg              | Pastoraler Raum Arnsberg     | Hochsauerland-West | Filialkapelle von St. Laurentius in Arnsberg   |
| Außenansicht der Kreuzbergkapelle in Arnsberg                        | Kreuzbergkapelle                      | Arnsberg              | Pastoraler Raum Arnsberg     | Hochsauerland-West | Filialkapelle von St. Laurentius in Arnsberg   |
| St. Stephanus in Niedereimer                                         | St. Stephanus                         | Arnsberg-Niedereimer  | Pastoraler Raum Arnsberg     | Hochsauerland-West |                                                |
| St. Franziskus Xaverius in Wennigloh                                 | St. Franziskus Xaverius               | Arnsberg-Wennigloh    | Pastoraler Raum Arnsberg     | Hochsauerland-West |                                                |
| Außenansicht der Kirche St. Laurentius in Enkhausen                  | St. Laurentius                        | Sundern-Enkhausen     | Pastoraler Raum Sundern      | Hochsauerland-West |                                                |
| Maria Opferung in Hachen                                             | Mariä Opferung                        | Sundern-Hachen        | Pastoraler Raum Sundern      | Hochsauerland-West |                                                |
| St. Sebastian in Hövel                                               | St. Sebastian                         | Sundern-Hövel         | Pastoraler Raum Sundern      | Hochsauerland-West |                                                |
| Außenansicht der Kirche St. Antonius Einsiedler in Langscheid        | St. Antonius Einsiedler               | Sundern-Langscheid    | Pastoraler Raum Sundern      | Hochsauerland-West |                                                |
|                                                                      | St. Hubertus                          | Sundern-Stemel        | Pastoraler Raum Sundern      | Hochsauerland-West |                                                |
| St. Antonius Einsiedler und St. Vitus Herdringen                     | St. Antonius Einsiedler und St. Vitus | Arnsberg-Herdringen   | Pfarrei St. Petri            | Hochsauerland-West |                                                |
| Außenansicht der Kirche Heilig Geist in Hüsten                       | Heilig Geist                          | Arnsberg-Hüsten       | Pfarrei St. Petri            | Hochsauerland-West |                                                |
| Außenansicht der Klosterkirche St. Petri in Oelinghausen             | St. Petri                             | Arnsberg-Oelinghausen | Pfarrei St. Petri            | Hochsauerland-West |                                                |
| Außenansicht der Kirche St. Franziskus in Neheim                     | St. Franziskus                        | Arnsberg-Neheim       | Pfarrei St. Johannes Baptist | Hochsauerland-West |                                                |
| St. Michael in Neheim                                                | St. Michael                           | Arnsberg-Neheim       | Pfarrei St. Johannes Baptist | Hochsauerland-West |                                                |
| Außenansicht der Kirche St. Sebastian in Endorf                      | St. Sebastian                         | Sundern-Endorf        | Pastoraler Raum Sundern      | Hochsauerland-West |                                                |
| Außenansicht der Kirche St. Antonius von Padua in Endorf             | St. Antonius von Padua                | Sundern-Endorf        | Pastoraler Raum Sundern      | Hochsauerland-West |                                                |
|                                                                      | Christkönig                           | Sundern               | Pastoraler Raum Sundern      | Hochsauerland-West |                                                |
| Heilige Familie in Arnsberg-Oventrop                                 | Heilige Familie                       | Arnsberg-Oventrop     | Pastoraler Raum Arnsberg     | Hochsauerland-West |                                                |
| Außenansicht der Kirche St. Nikolaus in Rumbeck                      | St. Nikolaus                          | Arnsberg-Rumbeck      | Pastoraler Raum Arnsberg     | Hochsauerland-West |                                                |
| Außenansicht der Kirche Ss. Maria Magdalena und Luzia in Bruchhausen | St. Maria Magdalena und Luzia         | Arnsberg-Bruchhausen  | Pfarrei St. Petri            | Hochsauerland-West |                                                |
| St. Petri in Hüsten                                                  | St. Petri                             | Arnsberg-Hüsten       | Pfarrei St. Petri            | Hochsauerland-West |                                                |
| St. Hubertus in Müschede                                             | St. Hubertus                          | Arnsberg-Müschede     | Pfarrei St. Petri            | Hochsauerland-West |                                                |
| Außenansicht der Kirche St. Isidor in Bachum                         | St. Isidor                            | Arnsberg-Bachum       | Pastoraler Raum Arnsberg     | Hochsauerland-West |                                                |
| St. Joseph in Neheim (Bergheim)                                      | St. Joseph                            | Arnsberg-Bergheim     | Pfarrei St. Johannes Baptist | Hochsauerland-West |                                                |
| St. Johannes Baptist in Neheim                                       | St. Johannes Baptist                  | Arnsberg-Neheim       | Pfarrei St. Johannes Baptist | Hochsauerland-West |                                                |
| Außenansicht der Kirche St. Urbanus in Voßwinkel                     | St. Urbanus                           | Arnsberg-Voßwinkel    | Pfarrei St. Johannes Baptist | Hochsauerland-West |                                                |
| St. Antonius Einsiedler in Allendorf                                 | St. Antonius Einsiedler               | Sundern-Allendorf     | Pastoraler Raum Sundern      | Hochsauerland-West |                                                |
| Außenansicht der Kirche St. Hubertus in Amecke                       | St. Hubertus                          | Sundern-Amecke        | Pastoraler Raum Sundern      | Hochsauerland-West |                                                |
| St. Nikolaus in Sundern-Hagen                                        | St. Nikolaus                          | Sundern-Hagen         | Pastoraler Raum Sundern      | Hochsauerland-West |                                                |
| St. Pankratius in Sundern-Stockum                                    | St. Pankratius                        | Sundern-Stockum       | Pastoraler Raum Sundern      | Hochsauerland-West |                                                |
| Altar der Kirche St. Martinus in Hellefeld                           | St. Martinus                          | Sundern-Hellefeld     | Pastoraler Raum Sundern      | Hochsauerland-West |                                                |
| St.Nikolaus Meinkenbracht                                            | St. Nikolaus                          | Sundern-Meinkenbracht | Pastoraler Raum Sundern      | Hochsauerland-West |                                                |
| Außenansicht der Kirche St. Johannes Evangelist in Sundern           | St. Johannes Evangelist               | Sundern               | Pastoraler Raum Sundern      | Hochsauerland-West |                                                |
| St. Agatha in Westenfeld                                             | St. Agatha                            | Sundern-Westenfeld    | Pastoraler Raum Sundern      | Hochsauerland-West |                                                |

### Dekanat Höxter
| Bild                                                                 | Kirche                            | Ort                             | Pastoralverbund           | Dekanat | Bemerkungen                                             |
| -------------------------------------------------------------------- | --------------------------------- | ------------------------------- | ------------------------- | ------- | ------------------------------------------------------- |
| Außenansicht der Kirche St. Vitus in Alhausen                        | St. Vitus                         | Bad Driburg-Alhausen            | Bad Driburg               | Höxter  |                                                         |
| Außenansicht der Kirche Ss. Peter und Paul in Bad Driburg            | St. Peter und Paul                | Bad Driburg                     | Bad Driburg               | Höxter  |                                                         |
| Außenansicht der Kirche Zum verklärten Christus in Driburg           | Zum verklärten Christus           | Bad Driburg                     | Bad Driburg               | Höxter  |                                                         |
| Mariä Geburt in Dringenberg                                          | Mariä Geburt                      | Bad Driburg-Dringenberg         | Bad Driburg               | Höxter  |                                                         |
| Außenansicht der Kirche St. Urbanus in Herste                        | St. Urbanus                       | Bad Driburg-Herste              | Bad Driburg               | Höxter  |                                                         |
| Außenansicht der Kirche St. Johannes Nepomuk in Langeland/Erpentrup  | St. Johannes Nepomuk              | Bad Driburg-Langeland/Erpentrup | Bad Driburg               | Höxter  |                                                         |
| Außenansicht der Kirche St. Saturnina in Neuenheerse                 | St. Saturnina                     | Bad Driburg-Neuenheerse         | Bad Driburg               | Höxter  |                                                         |
| Außenansicht der Kirche Mariä Himmelfahrt in Pömbsen                 | Mariä Himmelfahrt                 | Bad Driburg-Pömbsen             | Bad Driburg               | Höxter  |                                                         |
| Außenansicht der Kirche St. Martinus in Reelsen                      | St. Martinus                      | Bad Driburg-Reelsen             | Bad Driburg               | Höxter  |                                                         |
| Außenansicht der Kirche Ss. Peter und Paul in Amelunxen              | Ss. Peter und Paul                | Beverungen-Amelunxen            | Beverunger Land           | Höxter  |                                                         |
| St. Johannes Baptist in Beverungen                                   | St. Johannes Baptist              | Beverungen                      | Beverunger Land           | Höxter  |                                                         |
| St. Joseph in Beverungen-Blankenau                                   | St. Joseph                        | Beverungen-Blankenau            | Beverunger Land           | Höxter  |                                                         |
|                                                                      | St. Maria Magdalena               | Beverungen-Drenke               | Beverunger Land           | Höxter  |                                                         |
|                                                                      | St. Bartholomäus                  | Beverungen-Tietelsen            | Beverunger Land           | Höxter  |                                                         |
| Außenansicht der Kirche Heilige Familie und St. Stephanus in Wehrden | Heilige Familie und St. Stephanus | Beverungen-Wehrden              | Beverunger Land           | Höxter  |                                                         |
| St. Vitus in Borgentreich-Bühne                                      | St. Vitus                         | Borgentreich-Bühne              | Borgentreicher Land       | Höxter  |                                                         |
| Außenansicht der Kirche St. Johannes Baptist in Borgentreich         | St. Johannes Baptist              | Borgentreich                    | Borgentreicher Land       | Höxter  |                                                         |
| Außenansicht der Kirche St. Marien in Borgholz                       | Mariä Verkündigung                | Borgentreich-Borgholz           | Borgentreicher Land       | Höxter  |                                                         |
| St. Peter und Paul in Großeneder                                     | St. Peter und Paul                | Borgentreich-Großeneder         | Borgentreicher Land       | Höxter  |                                                         |
|                                                                      | St. Blasius                       | Borgentreich-Körbecke           | Borgentreicher Land       | Höxter  |                                                         |
|                                                                      | St. Michael                       | Borgentreich-Lütgeneder         | Borgentreicher Land       | Höxter  |                                                         |
| St. Johannes Nepomuk in Manrode                                      | St. Johannes Nepomuk              | Borgentreich-Manrode            | Borgentreicher Land       | Höxter  |                                                         |
| St. Meinolf in Natingen                                              | St. Meinolf                       | Borgentreich-Natingen           | Borgentreicher Land       | Höxter  |                                                         |
| St. Nikolaus in Natzungen                                            | St. Nikolaus                      | Borgentreich-Natzungen          | Borgentreicher Land       | Höxter  |                                                         |
| St. Mauritius in Rösebeck                                            | St. Mauritius                     | Borgentreich-Rösebeck           | Borgentreicher Land       | Höxter  |                                                         |
| St. Meinolf in Bellersen                                             | St. Meinolf                       | Brakel-Bellersen                | Brakeler Bergland         | Höxter  |                                                         |
| St. Johannes Nepomuk in Bökendorf                                    | St. Johannes Nepomuk              | Brakel-Bökendorf                | Brakeler Bergland         | Höxter  |                                                         |
| Außenansicht der Kirche St. Michael in Brakel                        | St. Michael                       | Brakel                          | Brakeler Bergland         | Höxter  |                                                         |
| Außenansicht der Kapuzinerkirche in Brakel                           | Kapuzinerkirche                   | Brakel                          | Brakeler Bergland         | Höxter  | Filialkirche von St. Michael in Brakel                  |
| Außenansicht des Klosters Mariae Opferungstal in Brakel              | Kloster Mariae Opferungstal       | Brakel                          | Brakeler Bergland         | Höxter  | Filialkirche von St. Michael in Brakel                  |
| Annenkapelle in Brakel                                               | Annenkapelle                      | Brakel                          | Brakeler Bergland         | Höxter  | Filialkirche von St. Michael in Brakel                  |
| Außenansicht der Kirche St. Katharina in Rheder                      | St. Katharina                     | Brakel-Rheder                   | Brakeler Bergland         | Höxter  |                                                         |
| St. Marien und St. Georg in Riesel                                   | St. Marien und St. Georg          | Brakel-Riesel                   | Brakeler Bergland         | Höxter  |                                                         |
| St. Marien in Dalhausen                                              | St. Marien                        | Beverungen-Dalhausen            | Dreiländereck             | Höxter  |                                                         |
| St. Bartholomäus in Haarbrück                                        | St. Bartholomäus                  | Beverungen-Haarbrück            | Dreiländereck             | Höxter  |                                                         |
| St. Bartholomäus in Herstelle                                        | St. Bartholomäus                  | Beverungen-Herstelle            | Dreiländereck             | Höxter  |                                                         |
|                                                                      | St. Jakobus der Ältere            | Beverungen-Jakobsberg           | Dreiländereck             | Höxter  |                                                         |
| St. Michael in Würgassen                                             | St. Michael                       | Beverungen-Würgassen            | Dreiländereck             | Höxter  |                                                         |
| St. Dionysius in Albaxen                                             | St. Dionysius                     | Höxter-Albaxen                  | Dreizehnlinden            | Höxter  |                                                         |
| St. Anna in Bödexen                                                  | St. Anna                          | Höxter-Bödexen                  | Dreizehnlinden            | Höxter  |                                                         |
| St. Anna in Höxter-Fürstenau                                         | St. Anna                          | Höxter-Fürstenau                | Dreizehnlinden            | Höxter  |                                                         |
| St. Johannes Baptist in Höxter-Lüchtringen                           | St. Johannes Baptist              | Höxter-Lüchtringen              | Dreizehnlinden            | Höxter  |                                                         |
| Außenansicht der Kirche St. Anna in Stahle                           | St. Anna                          | Höxter-Stahle                   | Dreizehnlinden            | Höxter  |                                                         |
| Heilig-Kreuz-Kirche in Bonenburg                                     | Kreuz-Erhöhung                    | Warburg-Bonenburg               | Egge-Börde-Diemeltal      | Höxter  |                                                         |
| St. Margaretha in Hohenwepel                                         | St. Margaretha                    | Warburg-Hohenwepel              | Egge-Börde-Diemeltal      | Höxter  |                                                         |
| St. Antonius von Padua in Menne                                      | St. Antonius von Padua            | Warburg-Menne                   | Egge-Börde-Diemeltal      | Höxter  |                                                         |
| St. Marien in Nörde                                                  | St. Marien                        | Warburg-Nörde                   | Egge-Börde-Diemeltal      | Höxter  |                                                         |
| Außenansicht der Kirche St. Johannes Enthauptung in Ossendorf        | St. Johannes Enthauptung          | Warburg-Ossendorf               | Egge-Börde-Diemeltal      | Höxter  |                                                         |
| St. Elisabeth in Warburg-Rimbeck                                     | St. Elisabeth                     | Warburg-Rimbeck                 | Egge-Börde-Diemeltal      | Höxter  |                                                         |
| St. Vincentius in Warburg-Scherfede                                  | St. Vincentius                    | Warburg-Scherfede               | Egge-Börde-Diemeltal      | Höxter  |                                                         |
| St. Mariä Himmelfahrt in Höxter-Bosseborn                            | St. Mariä Himmelfahrt             | Höxter-Bosseborn                | Heiligenberg              | Höxter  |                                                         |
| St. Johannes Baptist in Brenkhausen                                  | St. Johannes Baptist              | Höxter-Brenkhausen              | Heiligenberg              | Höxter  |                                                         |
| St. Mariä Himmelfahrt in Bruchhausen                                 | St. Mariä Himmelfahrt             | Höxter-Bruchhausen              | Heiligenberg              | Höxter  |                                                         |
| St. Johannes Baptist in Höxter-Godelheim                             | St. Johannes Baptist              | Höxter-Godelheim                | Heiligenberg              | Höxter  |                                                         |
| St. Marien in Lütmarsen                                              | St. Marien                        | Höxter-Lütmarsen                | Heiligenberg              | Höxter  |                                                         |
| Heilig Kreuz in Höxter-Ottbergen                                     | Heilig Kreuz                      | Höxter-Ottbergen                | Heiligenberg              | Höxter  |                                                         |
| St. Maria Salome in Ovenhausen                                       | St. Maria Salome                  | Höxter-Ovenhausen               | Heiligenberg              | Höxter  |                                                         |
| Ss. Stephanus und Vitus in Corvey                                    | Ss. Stephanus und Vitus           | Höxter-Corvey                   | Höxter                    | Höxter  |                                                         |
| St. Nikolai in Höxter                                                | St. Nikolai                       | Höxter                          | Höxter                    | Höxter  |                                                         |
| Ss. Peter und Paul in Höxter                                         | St. Peter und Paul                | Höxter                          | Höxter                    | Höxter  |                                                         |
| St. Martin in Altenbergen                                            | St. Martin                        | Marienmünster-Altenbergen       | Marienmünster             | Höxter  |                                                         |
| Außenansicht der Kirche St. Joseph in Bredenborn                     | St. Joseph                        | Marienmünster-Bredenborn        | Marienmünster             | Höxter  |                                                         |
| St. Jakobus der Ältere (Großenbreden)                                | St. Jakobus der Ältere            | Marienmünster-Großenbreden      | Marienmünster             | Höxter  |                                                         |
| St. Johannes Baptist in Marienmünster-Kollerbeck                     | St. Johannes Baptist              | Marienmünster-Kollerbeck        | Marienmünster             | Höxter  |                                                         |
| St. Patroklus in Marienmünster-Löwendorf                             | St. Patroklus                     | Marienmünster-Löwendorf         | Marienmünster             | Höxter  |                                                         |
| Außenansicht der Kirche St. Jakobus der Ältere in Marienmünster      | St. Jakobus der Ältere            | Marienmünster                   | Marienmünster             | Höxter  |                                                         |
| St. Kilian in Vörden                                                 | St. Kilian                        | Marienmünster-Vörden            | Marienmünster             | Höxter  |                                                         |
| St. Josef in Beller                                                  | St. Josef                         | Brakel-Beller                   | Nethegau                  | Höxter  |                                                         |
| St. Petri Kettenfeier in Erkeln                                      | St. Petri Kettenfeier             | Brakel-Erkeln                   | Nethegau                  | Höxter  |                                                         |
| St. Bartholomäus in Frohnhausen                                      | St. Bartholomäus                  | Brakel-Frohnhausen              | Nethegau                  | Höxter  |                                                         |
| Außenansicht der Kirche Ss. Peter und Paul in Gehrden                | Ss. Peter und Paul                | Brakel-Gehrden                  | Nethegau                  | Höxter  |                                                         |
| St. Johannes Baptist in Hembsen                                      | St. Johannes Baptist              | Brakel-Hembsen                  | Nethegau                  | Höxter  |                                                         |
| St. Bartholomäus in Istrup                                           | St. Bartholomäus                  | Brakel-Istrup                   | Nethegau                  | Höxter  |                                                         |
| St. Philippus und Jakobus in Schmechten                              | Ss. Philippus und Jakobus         | Brakel-Schmechten               | Nethegau                  | Höxter  |                                                         |
| St. Agatha in Siddessen                                              | St. Agatha                        | Brakel-Siddessen                | Nethegau                  | Höxter  |                                                         |
| St. Johannes Baptist in Nieheim-Entrup                               | St. Johannes Baptist              | Nieheim-Entrup                  | Nieheimer Land            | Höxter  |                                                         |
| St. Antonius von Padua in Eversen                                    | St. Antonius von Padua            | Nieheim-Eversen                 | Nieheimer Land            | Höxter  |                                                         |
| St. Antonius von Padua in Himmighausen                               | St. Antonius von Padua            | Nieheim-Himmighausen            | Nieheimer Land            | Höxter  |                                                         |
| St. Johannes der Täufer (Holzhausen)                                 | St. Johannes Baptist              | Nieheim-Holzhausen              | Nieheimer Land            | Höxter  |                                                         |
| Außenansicht der Kirche St. Agatha in Erwitzen                       | St. Agatha                        | Nieheim-Erwitzen                | Nieheimer Land            | Höxter  | Kapellengemeinde von St. Johannes Baptist in Holzhausen |
| St. Lucia in Merlsheim                                               | St. Luzia                         | Nieheim-Merlsheim               | Nieheimer Land            | Höxter  |                                                         |
| St. Nikolaus in Nieheim                                              | St. Nikolaus                      | Nieheim                         | Nieheimer Land            | Höxter  |                                                         |
| Ss. Kosmas und Damian in Oeynhausen                                  | Ss. Kosmas und Damian             | Nieheim-Oeynhausen              | Nieheimer Land            | Höxter  |                                                         |
| St. Peter und Paul in Sommersell                                     | Ss. Peter und Paul                | Nieheim-Sommersell              | Nieheimer Land            | Höxter  |                                                         |
| St. Liborius in Bergheim                                             | St. Liborius                      | Steinheim-Bergheim              | Steinheim                 | Höxter  |                                                         |
| St. Marien in Ottenhausen                                            | St. Marien                        | Steinheim-Ottenhausen           | Steinheim                 | Höxter  |                                                         |
| St. Marien in Rolfzen                                                | St. Marien                        | Steinheim-Rolfzen               | Steinheim                 | Höxter  |                                                         |
| St. Dionysius in Steinheim-Sandebeck                                 | St. Dionysius                     | Steinheim-Sandebeck             | Steinheim                 | Höxter  |                                                         |
| St. Johannes Baptist Steinheim-Grevenhagen                           | St. Johannes Baptist              | Steinheim-Grevenhagen           | Steinheim                 | Höxter  | Filialkirche von St. Dionysius (Sandebeck)              |
| St. Marien in der Stadtmitte                                         | St. Marien                        | Steinheim                       | Steinheim                 | Höxter  |                                                         |
| St. Johannes Baptist in Steinheim-Vinsebeck                          | St. Johannes Baptist              | Steinheim-Vinsebeck             | Steinheim                 | Höxter  |                                                         |
| St. Anna in Warburg-Calenberg                                        | St. Anna                          | Warburg-Calenberg               | Warburg-Stadt und Land    | Höxter  |                                                         |
| St. Alexander in Warburg-Daseburg                                    | St. Alexander                     | Warburg-Daseburg                | Warburg-Stadt und Land    | Höxter  |                                                         |
| St. Katharina in Warburg-Dössel                                      | St. Katharina                     | Warburg-Dössel                  | Warburg-Stadt und Land    | Höxter  |                                                         |
| St. Nikolaus in Germete                                              | St. Nikolaus                      | Warburg-Germete                 | Warburg-Stadt und Land    | Höxter  |                                                         |
| Außenansicht der Kirche St. Mariä Heimsuchung in Warburg             | St. Mariä Heimsuchung             | Warburg-Altstadt                | Warburg-Stadt und Land    | Höxter  |                                                         |
| Außenansicht der Kirche St. Johannes Baptist in Warburg              | St. Johannes Baptist              | Warburg-Neustadt                | Warburg-Stadt und Land    | Höxter  |                                                         |
| Außenansicht der Kirche St. Kilian in Welda                          | St. Kilian                        | Warburg-Welda                   | Warburg-Stadt und Land    | Höxter  |                                                         |
| Ss. Simon und Juda                                                   | Ss. Simon und Juda                | Warburg-Wormeln                 | Warburg-Stadt und Land    | Höxter  |                                                         |
| St. Georg in Altenheerse                                             | St. Georg                         | Willebadessen-Altenheerse       | Willebadessen-Peckelsheim | Höxter  |                                                         |
| Außenansicht der Kirche Maria Hilfe der Christen in Borlinghausen    | Maria Hilfe der Christen          | Willebadessen-Borlinghausen     | Willebadessen-Peckelsheim | Höxter  |                                                         |
| Kath. Pfarrkirche St. Liborius, Ostportal                            | St. Liborius                      | Willebadessen-Eissen            | Willebadessen-Peckelsheim | Höxter  |                                                         |
| Kath. Pfarrkirche St. Johann Baptist, Fölsen                         | St. Johannes Baptist              | Willebadessen-Fölsen            | Willebadessen-Peckelsheim | Höxter  |                                                         |
| St. Kilian, Helmern                                                  | St. Kilian                        | Willebadessen-Helmern           | Willebadessen-Peckelsheim | Höxter  |                                                         |
| Mariä Heimsuchung, Ikenhausen                                        | Mariä Heimsuchung                 | Willebadessen-Ikenhausen        | Willebadessen-Peckelsheim | Höxter  |                                                         |
| St. Kilian, Löwen                                                    | St. Kilian                        | Willebadessen-Löwen             | Willebadessen-Peckelsheim | Höxter  |                                                         |
| St. Maximilian, Niesen                                               | St. Maximilian                    | Willebadessen-Niesen            | Willebadessen-Peckelsheim | Höxter  |                                                         |
| Mariä Himmelfahrt, Peckelsheim                                       | Mariä Himmelfahrt                 | Willebadessen-Peckelsheim       | Willebadessen-Peckelsheim | Höxter  |                                                         |
| St. Vitus, Willebadessen                                             | St. Vitus                         | Willebadessen                   | Willebadessen-Peckelsheim | Höxter  |                                                         |

### Dekanat Lippstadt-Rüthen
| Bild                                                                         | Kirche                       | Ort                               | Pastoralverbund                 | Dekanat          | Bemerkungen                                            |
| ---------------------------------------------------------------------------- | ---------------------------- | --------------------------------- | ------------------------------- | ---------------- | ------------------------------------------------------ |
| St.-Pankratius-Kirche in Anröchte                                            | St. Pankratius               | Anröchte                          | Pastoraler Raum Anröchte-Rüthen | Lippstadt-Rüthen |                                                        |
| Außenansicht der Kirche St. Nikolaus in Altengeseke                          | St. Nikolaus                 | Anröchte-Altengeseke              | Pastoraler Raum Anröchte-Rüthen | Lippstadt-Rüthen |                                                        |
| Außenansicht der Kapelle St. Georg in Altenmellrich                          | St. Georg                    | Anröchte-Altenmellrich            | Pastoraler Raum Anröchte-Rüthen | Lippstadt-Rüthen |                                                        |
| Außenansicht der Kirche St. Michael in Berge                                 | St. Michael                  | Anröchte-Berge                    | Pastoraler Raum Anröchte-Rüthen | Lippstadt-Rüthen |                                                        |
| Außenansicht der Kirche St. Maria Magdalena in Effeln                        | St. Maria Magdalena          | Anröchte-Effeln                   | Pastoraler Raum Anröchte-Rüthen | Lippstadt-Rüthen |                                                        |
| Außenansicht der Kirche St. Alexander in Mellrich                            | St. Alexander                | Anröchte-Mellrich                 | Pastoraler Raum Anröchte-Rüthen | Lippstadt-Rüthen |                                                        |
| Außenansicht der Kapelle St. Antonius in Uelde                               | St. Antonius                 | Anröchte-Uelde                    | Pastoraler Raum Anröchte-Rüthen | Lippstadt-Rüthen |                                                        |
| Sankt Laurentiuskirche in Erwitte                                            | St. Laurentius               | Erwitte                           | Pastoraler Raum Geseke-Erwitte  | Lippstadt-Rüthen |                                                        |
| Außenansicht der Kirche St. Johannes Evangelist in Bad Westernkotten         | St. Johannes Evangelist      | Erwitte-Bad Westernkotten         | Pastoraler Raum Geseke-Erwitte  | Lippstadt-Rüthen |                                                        |
| St. Cyriakus in Horn                                                         | St. Cyriakus                 | Erwitte-Horn                      | Pastoraler Raum Geseke-Erwitte  | Lippstadt-Rüthen |                                                        |
| Außenansicht der Kirche St. Dionysius in Bökenförde                          | St. Dionysius                | Lippstadt-Bökenförde              | Katholische Kirche Lippstadt    | Lippstadt-Rüthen |                                                        |
| Außenansicht der Kirche St. Severinus in Esbeck                              | St. Severinus                | Lippstadt-Esbeck                  | Katholische Kirche Lippstadt    | Lippstadt-Rüthen |                                                        |
| Außenansicht der Kirche St. Johannes in Dedinghausen                         | St. Johannes                 | Lippstadt-Dedinghausen            | Katholische Kirche Lippstadt    | Lippstadt-Rüthen | Filialkirche von St. Severinus in Esbeck               |
| Außenansicht der Kirche St. Antonius in Rixbeck                              | St. Antonius                 | Lippstadt-Rixbeck                 | Katholische Kirche Lippstadt    | Lippstadt-Rüthen |                                                        |
| Außenansicht der Kirche St. Martinus in Hörste                               | St. Martinus                 | Lippstadt-Hörste                  | Katholische Kirche Lippstadt    | Lippstadt-Rüthen |                                                        |
| Außenansicht der Stiftskirche St. Cyriakus in Geseke, „Ostbau“               | St. Cyriakus                 | Geseke                            | Pastoraler Raum Geseke-Erwitte  | Lippstadt-Rüthen |                                                        |
| St. Marien in Geseke                                                         | St. Marien                   | Geseke                            | Pastoraler Raum Geseke-Erwitte  | Lippstadt-Rüthen |                                                        |
| Außenansicht der Kirche St. Petri in Geseke                                  | St. Petri                    | Geseke                            | Pastoraler Raum Geseke-Erwitte  | Lippstadt-Rüthen |                                                        |
| St. Barbara in Geseke-Langeneicke                                            | St. Barbara                  | Geseke-Langeneicke                | Pastoraler Raum Geseke-Erwitte  | Lippstadt-Rüthen |                                                        |
| St. Vitus in Geseke-Mönninghausen                                            | St. Vitus                    | Geseke-Mönninghausen              | Pastoraler Raum Geseke-Erwitte  | Lippstadt-Rüthen |                                                        |
| Außenansicht der Kirche St. Pankratius Kirche in Störmede                    | St. Pankratius               | Geseke-Störmede                   | Pastoraler Raum Geseke-Erwitte  | Lippstadt-Rüthen |                                                        |
|                                                                              | St. Antonius von Padua       | Lippstadt                         | Katholische Kirche Lippstadt    | Lippstadt-Rüthen |                                                        |
|                                                                              | St. Elisabeth                | Lippstadt                         | Katholische Kirche Lippstadt    | Lippstadt-Rüthen |                                                        |
| Maria Frieden in Lipperbruch                                                 | Maria Frieden                | Lippstadt-Lipperbruch             | Katholische Kirche Lippstadt    | Lippstadt-Rüthen |                                                        |
| Mariä Himmelfahrt in Cappel                                                  | Mariä Himmelfahrt            | Lippstadt-Cappel                  | Katholische Kirche Lippstadt    | Lippstadt-Rüthen |                                                        |
| St. Michael in Lipperode                                                     | St. Michael                  | Lippstadt-Lipperode               | Katholische Kirche Lippstadt    | Lippstadt-Rüthen |                                                        |
|                                                                              | St. Bonifatius               | Lippstadt                         | Katholische Kirche Lippstadt    | Lippstadt-Rüthen |                                                        |
| Außenansicht der Kirche St. Joseph in Lippstadt                              | St. Joseph                   | Lippstadt                         | Katholische Kirche Lippstadt    | Lippstadt-Rüthen |                                                        |
| Außenansicht des Turms der Kirche St. Nikolaus in Lippstadt                  | St. Nikolaus                 | Lippstadt                         | Katholische Kirche Lippstadt    | Lippstadt-Rüthen |                                                        |
| St. Pius-Kirche Lippstadt                                                    | St. Pius                     | Lippstadt                         | Katholische Kirche Lippstadt    | Lippstadt-Rüthen |                                                        |
| St. Martin in Benninghausen                                                  | St. Martin                   | Lippstadt-Benninghausen           | Katholische Kirche Lippstadt    | Lippstadt-Rüthen |                                                        |
| St. Josef in Eickelborn                                                      | St. Josef                    | Lippstadt-Eickelborn              | Katholische Kirche Lippstadt    | Lippstadt-Rüthen |                                                        |
| St. Clemens in Hellinghausen                                                 | St. Clemens                  | Lippstadt-Hellinghausen           | Katholische Kirche Lippstadt    | Lippstadt-Rüthen |                                                        |
| Außenansicht der Kirche St. Johannes Baptist in Rüthen                       | St. Johannes Baptist         | Rüthen                            | Pastoraler Raum Anröchte-Rüthen | Lippstadt-Rüthen |                                                        |
| Außenansicht der Kirche St. Nikolaus in Rüthen                               | St. Nikolaus                 | Rüthen                            | Pastoraler Raum Anröchte-Rüthen | Lippstadt-Rüthen |                                                        |
| Außenansicht der Kirche St. Clemens in Kallenhardt                           | St. Clemens                  | Rüthen-Kallenhardt                | Pastoraler Raum Anröchte-Rüthen | Lippstadt-Rüthen |                                                        |
| Außenansicht der Kirche St. Ursula in Meiste                                 | St. Ursula                   | Rüthen-Meiste                     | Pastoraler Raum Anröchte-Rüthen | Lippstadt-Rüthen |                                                        |
| Außenansicht der Kirche Ss. Gervasius und Protasius in Altenrüthen           | Ss. Gervasius und Protasius  | Rüthen-Altenrüthen                | Pastoraler Raum Anröchte-Rüthen | Lippstadt-Rüthen |                                                        |
| Außenansicht der Kirche St. Hubertus in Drewer                               | St. Hubertus                 | Rüthen-Drewer                     | Pastoraler Raum Anröchte-Rüthen | Lippstadt-Rüthen |                                                        |
| Außenansicht der Kirche St. Johannes Evangelist in Menzel                    | St. Johannes Evangelist      | Rüthen-Menzel                     | Pastoraler Raum Anröchte-Rüthen | Lippstadt-Rüthen |                                                        |
| Außenansicht der Kirche St. Pankratius in Hoinkhausen                        | St. Pankratius               | Rüthen-Hoinkhausen                | Pastoraler Raum Anröchte-Rüthen | Lippstadt-Rüthen | Pfarrkirche der St. Pankratius-Gemeinde Hoinkhausen    |
| Außenansicht der Kapelle St. Georg in Westereiden                            | St. Georg                    | Rüthen-Westereiden                | Pastoraler Raum Anröchte-Rüthen | Lippstadt-Rüthen | Filialkirche der St. Pankratius-Gemeinde Hoinkhausen   |
| Außenansicht der St.-Antonius-Einsiedler-Kirche in Oestereiden               | St. Antonius Einsiedler      | Rüthen-Oestereiden                | Pastoraler Raum Anröchte-Rüthen | Lippstadt-Rüthen |                                                        |
| Außenansicht der St.-Johannes-Baptist-Kirche in Langenstraße                 | St. Johannes Baptist         | Rüthen-Langenstraße-Heddinghausen | Pastoraler Raum Anröchte-Rüthen | Lippstadt-Rüthen |                                                        |
| St. Pankratius-Kirche in Warstein                                            | St. Pankratius auf dem Berge | Warstein                          | Pastoraler Raum Warstein        | Lippstadt-Rüthen | Alte Pfarrkirche St. Pankratius                        |
| Außenansicht der Kirche St. Pankratius-Kirche in Warstein                    | St. Pankratius am Markt      | Warstein                          | Pastoraler Raum Warstein        | Lippstadt-Rüthen | Pfarrkirche St. Pankratius                             |
|                                                                              | St. Petrus                   | Warstein                          | Pastoraler Raum Warstein        | Lippstadt-Rüthen |                                                        |
|                                                                              | St. Christophorus            | Warstein-Hirschberg               | Pastoraler Raum Warstein        | Lippstadt-Rüthen |                                                        |
|                                                                              | St. Johannes Enth.           | Warstein-Suttrop                  | Pastoraler Raum Warstein        | Lippstadt-Rüthen |                                                        |
|                                                                              | St. Johannes Baptist         | Warstein-Allagen                  | Pastoraler Raum Warstein        | Lippstadt-Rüthen | Pfarrkirche der St. Johannes Baptist-Gemeinde Allagen  |
| Altstadt von Belecke mit Propsteikirche St. Pankratius, Ansicht vom Lodenweg | St. Pankratius               | Warstein-Belecke                  | Pastoraler Raum Warstein        | Lippstadt-Rüthen |                                                        |
| Außenansicht der Heilig-Kreuz-Kirche in Belecke                              | Heilig Kreuz                 | Warstein-Belecke                  | Pastoraler Raum Warstein        | Lippstadt-Rüthen |                                                        |
| Außenansicht der Pfarrkirche St. Margaretha in Mülheim                       | St. Margaretha               | Warstein-Sichtigvor               | Pastoraler Raum Warstein        | Lippstadt-Rüthen | Pfarrkirche der St. Margaretha-Gemeinde Mülheim        |
| Außenansicht der Kirche Ss. Antonius und Luzia in Niederbergheim             | Ss. Antonius und Luzia       | Warstein-Niederbergheim           | Pastoraler Raum Warstein        | Lippstadt-Rüthen | Filialkirche der St. Johannes Baptist-Gemeinde Allagen |
| Außenansicht der Kirche Ss. Barbara und Antonius in Waldhausen               | Ss. Barbara und Antonius     | Warstein-Waldhausen               | Pastoraler Raum Warstein        | Lippstadt-Rüthen | Filialkirche der St. Margaretha-Gemeinde Mülheim       |

### Dekanat Märkisches Sauerland
| Bild                                                                     | Kirche                              | Ort                     | Pastoralverbund oder Gesamtpfarrei | Dekanat              | Bemerkungen                          |
| ------------------------------------------------------------------------ | ----------------------------------- | ----------------------- | ---------------------------------- | -------------------- | ------------------------------------ |
| Außenansicht der Kirche St. Blasius in Balve                             | St. Blasius                         | Balve                   | Balve-Hönnetal                     | Märkisches Sauerland |                                      |
| St. Nikolaus in Balve-Beckum                                             | St. Nikolaus                        | Balve-Beckum            | Balve-Hönnetal                     | Märkisches Sauerland |                                      |
| Außenansicht der Kirche St. Antonius Einsiedler in Eisborn               | St. Antonius Einsiedler             | Balve-Eisborn           | Balve-Hönnetal                     | Märkisches Sauerland |                                      |
| Außenansicht der Kirche St. Barbara in Mellen                            | St. Barbara                         | Balve-Mellen            | Balve-Hönnetal                     | Märkisches Sauerland |                                      |
| Außenansicht der Kirche St. Marien in Bredenbruch                        | St. Marien                          | Hemer-Bredenbruch       | St.Vitus Hemer                     | Märkisches Sauerland |                                      |
| Außenansicht der Kirche Christkönig in Hemer                             | Christkönig                         | Hemer                   | St. Vitus Hemer                    | Märkisches Sauerland |                                      |
| Außenansicht der Kirche St. Peter und Paul in Niederhemer                | St. Peter und Paul                  | Hemer-Niederhemer       | St. Vitus Hemer                    | Märkisches Sauerland |                                      |
| Außenansicht der Kirche St. Bonifatius in Sundwig                        | St. Bonifatius                      | Hemer-Sundwig           | St.Vitus Hemer                     | Märkisches Sauerland |                                      |
| Gemeindezentrum Deilinghofen                                             | Gemeindezentrum Deilinghofen        | Hemer-Deilinghofen      | St. Vitus Hemerr                   | Märkisches Sauerland |                                      |
| Außenansicht der Kirche St. Petrus Canisius in Westig                    | St. Petrus Canisius                 | Hemer-Westig            | St. Vitus Hemer                    | Märkisches Sauerland |                                      |
| Außenansicht der Heilig-Geist-Kirche in Iserlohn                         | Heilig Geist                        | Iserlohn                | Pfarrei St. Aloysius Iserlohn      | Märkisches Sauerland |                                      |
| Außenansicht der Kirche Heiligste Dreifaltigkeit in Iserlohn             | Heiligste Dreifaltigkeit            | Iserlohn                | Pfarrei St. Aloysius Iserlohn      | Märkisches Sauerland |                                      |
| Außenansicht der Kirche St. Aloysius in Iserlohn                         | St. Aloysius                        | Iserlohn                | Pfarrei St. Aloysius Iserlohn      | Märkisches Sauerland |                                      |
| Außenansicht der Kirche Herz Jesu in Hennen                              | Herz Jesu                           | Iserlohn-Hennen         | Pfarrei St. Aloysius Iserlohn      | Märkisches Sauerland |                                      |
| Außenansicht der Kirche St. Peter und Paul in Kalthof                    | St. Peter und Paul                  | Iserlohn-Kalthof        | Pfarrei St. Aloysius Iserlohn      | Märkisches Sauerland | Filialkirche von Herz Jesu in Hennen |
| Außenansicht der Kirche St. Gertrudis in Sümmern                         | St. Gertrudis                       | Iserlohn-Sümmern        | Pfarrei St. Aloysius Iserlohn      | Märkisches Sauerland |                                      |
| Außenansicht der Kirche St. Hedwig in Iserlohn                           | St. Hedwig                          | Iserlohn                | Pfarrei St. Aloysius Iserlohn      | Märkisches Sauerland |                                      |
| Außenansicht der Kirche St. Josef in Iserlohn                            | St. Josef                           | Iserlohn                | Pfarrei St. Aloysius Iserlohn      | Märkisches Sauerland |                                      |
| Christ-König-Kirche                                                      | Christkönig                         | Menden-Hüingsen         | Menden                             | Märkisches Sauerland |                                      |
| Außenansicht der Kirche St. Joseph in Lendringsen                        | St. Joseph                          | Menden-Lendringsen      | Menden                             | Märkisches Sauerland |                                      |
| Außenansicht der Kirche Maria Frieden in Oberrödinghausen                | Maria Frieden                       | Menden-Oberrödinghausen | Menden                             | Märkisches Sauerland |                                      |
| Außenansicht der Kirche Herz Jesu in Grüne                               | Herz Jesu                           | Iserlohn-Grüne          | Letmathe                           | Märkisches Sauerland |                                      |
| Außenansicht der Kirche Maria Königin in Lasbeck                         | Maria Königin                       | Iserlohn-Lasbeck        | Letmathe                           | Märkisches Sauerland | Filialkirche von Herz Jesu in Grüne  |
| Außenansicht der Kirche Mariä Himmelfahrt in Oestrich                    | Mariä Himmelfahrt                   | Iserlohn-Oestrich       | Letmathe                           | Märkisches Sauerland |                                      |
| Außenansicht der Kirche St. Josef in Stübbeken                           | St. Josef                           | Iserlohn-Stübbeken      | Letmathe                           | Märkisches Sauerland |                                      |
| Außenansicht der Kirche St. Kilian in Letmathe                           | St. Kilian                          | Iserlohn-Letmathe       | Letmathe                           | Märkisches Sauerland |                                      |
| Außenansicht der Kirche Heilig Kreuz in Menden                           | Heilig Kreuz                        | Menden                  | Menden                             | Märkisches Sauerland |                                      |
| Außenansicht der Kirche St. Paulus in Menden                             | St. Paulus                          | Menden                  | Menden                             | Märkisches Sauerland |                                      |
| Außenansicht der Kirche St. Vincenz in Menden                            | St. Vincenz                         | Menden                  | Menden                             | Märkisches Sauerland |                                      |
| Außenansicht der Kirche St. Aloysius in Oberoesbern                      | St. Aloysius                        | Menden-Oberoesbern      | Menden                             | Märkisches Sauerland |                                      |
| Außenansicht der Kirche St. Johannes Baptis in Barge                     | St. Johannes Baptist                | Menden-Barge            | Menden                             | Märkisches Sauerland |                                      |
| Außenansicht der Kirche St. Maria Magdalena in Bösperde                  | St. Maria Magdalena                 | Menden-Bösperde         | Menden                             | Märkisches Sauerland |                                      |
| Außenansicht der Kirche St. Antonius Einsiedler in Halingen              | St. Antonius Einsiedler             | Menden-Halingen         | Menden                             | Märkisches Sauerland |                                      |
| Außenansicht der Kirche Mariä Heimsuchung und St. Apollonia in Schwitten | Mariä Heimsuchung und St. Apollonia | Menden-Schwitten        | Menden                             | Märkisches Sauerland |                                      |
| Außenansicht der Kirche St. Marien in Bösperde                           | St. Marien                          | Menden-Platte Heide     | Menden                             | Märkisches Sauerland |                                      |
| Außenansicht der Kirche St. Walburgis in Menden                          | St. Walburgis                       | Menden                  | Menden                             | Märkisches Sauerland |                                      |
| Außenansicht der Kirche St. Lambertus in Affeln                          | St. Lambertus                       | Balve-Affeln            | Balve-Hönnetal                     | Märkisches Sauerland |                                      |
| St. Agatha in Blintrop                                                   | St. Agatha                          | Neuenrade-Blintrop      | Balve-Hönnetal                     | Märkisches Sauerland |                                      |
| Außenansicht der Kirche Heilige Drei Könige in Garbeck                   | Heilige Drei Könige                 | Balve-Garbeck           | Balve-Hönnetal                     | Märkisches Sauerland |                                      |
| St. Georg in Küntrop                                                     | St. Georg                           | Neuenrade-Küntrop       | Balve-Hönnetal                     | Märkisches Sauerland |                                      |
| St. Johannes Baptist in Langenholthausen                                 | St. Johannes Baptist                | Balve-Langenholthausen  | Balve-Hönnetal                     | Märkisches Sauerland |                                      |

### Dekanat Paderborn
| Bild | Kirche                                   | Ort                      | Pastoralverbund                    | Dekanat   | Bemerkungen                                    |
| --- | ---------------------------------------- | ------------------------ | ---------------------------------- | --------- | ---------------------------------------------- |
| Außenansicht des Hohen Doms Ss. Maria, Liborius und Kilian in Paderborn                                                     | Hoher Dom Ss. Maria, Liborius und Kilian | Paderborn                | -                                  | Paderborn |                                                |
| Außenansicht der Kirche St. Marien in Bad Lippspringe                                                                       | St. Marien                               | Bad Lippspringe          | Egge und Lippe                     | Paderborn |                                                |
| Außenansicht der Kirche St. Martin in Bad Lippspringe                                                                       | St. Martin                               | Bad Lippspringe          | Egge und Lippe                     | Paderborn |                                                |
| Außenansicht der Lindenkapelle in Bad Lippspringe                                                                           | Lindenkapelle                            | Bad Lippspringe          | Egge und Lippe                     | Paderborn | Filialkirche von St. Martin in Bad Lippspringe |
| Außenansicht der Kirche St. Marien in Schlangen                                                                             | St. Marien                               | Schlangen                | Egge und Lippe                     | Paderborn |                                                |
| Außenansicht der Kirche St. Walburga in Alfen                                                                               | St. Walburga                             | Borchen-Alfen            | Elsen-Wewer-Borchen                | Paderborn |                                                |
| Außenansicht der alten Pfarrkirche St. Meinolf in Dörenhagen · Außenansicht der neuen Pfarrkirche St. Meinolf in Dörenhagen | St. Meinolfus                            | Borchen-Dörenhagen       | Elsen-Wewer-Borchen                | Paderborn |                                                |
| Außenansicht der Kapelle zur hilligen Seele in Dörenhagen                                                                   | Kapelle zur hilligen Seele               | Borchen-Dörenhagen       | Elsen-Wewer-Borchen                | Paderborn |                                                |
| Außenansicht der Kirche Ss. Simon und Judas Thaddäus in Etteln                                                              | St. Simon und Judas Thaddäus             | Borchen-Etteln           | Elsen-Wewer-Borchen                | Paderborn |                                                |
| Außenansicht der Kluskapelle in Etteln                                                                                      | Kluskapelle                              | Borchen-Etteln           | Elsen-Wewer-Borchen                | Paderborn |                                                |
| Außenansicht der Kirche St. Michael in Kirchborchen                                                                         | St. Michael                              | Borchen-Kirchborchen     | Elsen-Wewer-Borchen                | Paderborn |                                                |
| Außenansicht der Gallikapelle in Kirchborchen                                                                               | Gallikapelle                             | Borchen-Kirchborchen     | Elsen-Wewer-Borchen                | Paderborn |                                                |
| St. Laurentius in Nordborchen                                                                                               | St. Laurentius                           | Borchen-Nordborchen      | Elsen-Wewer-Borchen                | Paderborn |                                                |
| Außenansicht der Kirche Heilig Kreuz in Altenbeken                                                                          | Heilig Kreuz                             | Altenbeken               | Egge und Lippe                     | Paderborn |                                                |
| Außenansicht der Kirche St. Dionysius in Buke                                                                               | St. Dionysius                            | Altenbeken-Buke          | Egge und Lippe                     | Paderborn |                                                |
| Außenansicht der Kirche St. Johannes Baptist in Schwaney                                                                    | St. Johannes Baptist                     | Altenbeken-Schwaney      | Egge und Lippe                     | Paderborn |                                                |
| Außenansicht der Kirche St. Alexius in Benhausen                                                                            | St. Alexius                              | Paderborn-Benhausen      | Egge und Lippe                     | Paderborn |                                                |
| Außenansicht der Kirche St. Joseph in Marienloh                                                                             | St. Joseph                               | Paderborn-Marienloh      | Egge und Lippe                     | Paderborn |                                                |
| Außenansicht der Kirche St. Marien in Neuenbeken                                                                            | St. Marien                               | Paderborn-Neuenbeken     | Egge und Lippe                     | Paderborn |                                                |
| Außenansicht der Kirche St. Dionysius in Elsen                                                                              | St. Dionysius                            | Paderborn-Elsen          | Elsen-Wewer-Borchen                | Paderborn |                                                |
| Außenansicht der Kirche St. Johannes Baptist in Wewer                                                                       | St. Johannes Baptist                     | Paderborn-Wewer          | Elsen-Wewer-Borchen                | Paderborn |                                                |
| Außenansicht der Kirche St. Bonifatius in Paderborn                                                                         | St. Bonifatius                           | Paderborn                | Paderborn-Nord-Ost-West            | Paderborn |                                                |
| St. Heinrich in Paderborn                                                                                                   | St. Heinrich                             | Paderborn                | Paderborn-Nord-Ost-West            | Paderborn |                                                |
| St. Stephanus in Paderborn                                                                                                  | St. Stephanus                            | Paderborn                | Paderborn-Nord-Ost-West            | Paderborn | Filialkirche von St. Bonifatius Paderborn      |
| Außenansicht der Kirche St. Elisabeth in Paderborn                                                                          | St. Elisabeth                            | Paderborn                | Paderborn-Mitte-Süd                | Paderborn |                                                |
| Außenansicht der Kirche St. Kilian in Paderborn                                                                             | St. Kilian                               | Paderborn                | Paderborn-Mitte-Süd                | Paderborn |                                                |
| Außenansicht der Kirche St. Meinolf in Paderborn                                                                            | St. Meinolf                              | Paderborn                | Paderborn-Mitte-Süd                | Paderborn |                                                |
| St. Margaretha in Dahl | St. Margaretha                           | Paderborn-Dahl           | Paderborn-Mitte-Süd                | Paderborn |                                                |
| Außenansicht der Kirche St. Hedwig in Paderborn                                                                             | St. Hedwig                               | Paderborn                | Paderborn-Mitte-Süd                | Paderborn |                                                |
| Außenansicht der Kirche Maria zur Höhe in Paderborn                                                                         | Maria zur Höhe                           | Paderborn                | Paderborn-Mitte-Süd                | Paderborn |                                                |
| Außenansicht der Kirche Herz Jesu in Paderborn                                                                              | Herz Jesu                                | Paderborn                | Paderborn-Nord-Ost-West            | Paderborn |                                                |
| Außenansicht der Kirche St. Georg in Paderborn                                                                              | St. Georg                                | Paderborn                | Paderborn-Nord-Ost-West            | Paderborn |                                                |
| St. Laurentius in Paderborn                                                                                                 | St. Laurentius                           | Paderborn                | Paderborn-Nord-Ost-West            | Paderborn |                                                |
| Außenansicht der Kirche St. Marien in Sande                                                                                 | St. Marien                               | Paderborn-Sande          | Pfarrei St. Martin Schloss Neuhaus | Paderborn |                                                |
| Außenansicht der Kirche St. Michael in Sennelager                                                                           | St. Michael                              | Paderborn-Sennelager     | Pfarrei St. Martin Schloss Neuhaus | Paderborn |                                                |
| Außenansicht der Kirche Ss. Heinrich und Kunigunde in Schloß Neuhaus                                                        | Ss. Heinrich und Kunigunde               | Paderborn-Schloß Neuhaus | Pfarrei St. Martin Schloss Neuhaus | Paderborn |                                                |
| Außenansicht der Kirche St. Joseph in Schloß Neuhaus                                                                        | St. Joseph                               | Paderborn-Schloß Neuhaus | Pfarrei St. Martin Schloss Neuhaus | Paderborn |                                                |

### Dekanat Rietberg-Wiedenbrück
| Bild                                                                  | Kirche                           | Ort                                        | Pastoralverbund          | Dekanat              | Bemerkungen                                               |
| --------------------------------------------------------------------- | -------------------------------- | ------------------------------------------ | ------------------------ | -------------------- | --------------------------------------------------------- |
| Außenansicht der Kirche St. Marien und St. Nikolaus in Brincke        | St. Marien und St. Nikolaus      | Borgholzhausen-Brincke                     | Stockkämpen              | Rietberg-Wiedenbrück |                                                           |
| Außenansicht der Christ-König-Kirche in Gütersloh                     | Christ-König-Kirche              | Gütersloh                                  | Gütersloh-Nordring       | Rietberg-Wiedenbrück |                                                           |
| Außenansicht der Heilig-Geist-Kirche in Gütersloh                     | Heilig-Geist-Kirche              | Gütersloh                                  | Gütersloh Mitte-West     | Rietberg-Wiedenbrück |                                                           |
| Außenansicht der Liebfrauenkirche in Gütersloh                        | Liebfrauenkirche                 | Gütersloh                                  | Gütersloh-Süd            | Rietberg-Wiedenbrück |                                                           |
| Außenansicht der Kirche St. Pankratius in Gütersloh                   | St. Pankratius                   | Gütersloh                                  | Gütersloh Mitte-West     | Rietberg-Wiedenbrück |                                                           |
| Außenansicht der Herz-Jesu-Kirche in Avenwedde                        | Herz-Jesu-Kirche                 | Gütersloh-Avenwedde                        | Avenwedde-Friedrichsdorf | Rietberg-Wiedenbrück |                                                           |
| Außenansicht der Kirche Heilige Familie in Blankenhagen               | Heilige Familie                  | Gütersloh-Blankenhagen                     | Gütersloh-Nordring       | Rietberg-Wiedenbrück |                                                           |
| Außenansicht der Kirche St. Friedrich in Friedrichsdorf               | St. Friedrich                    | Gütersloh-Friedrichsdorf                   | Avenwedde-Friedrichsdorf | Rietberg-Wiedenbrück |                                                           |
| Außenansicht der Kirche Maria Königin in Isselhorst                   | Maria Königin                    | Gütersloh-Isselhorst                       | Gütersloh-Nordring       | Rietberg-Wiedenbrück | Filialkirche der Gemeinde Heilige Familie in Blankenhagen |
| Außenansicht der Kirche St. Bruder Konrad in Spexard                  | St. Bruder Konrad                | Gütersloh-Spexard                          | Gütersloh-Süd            | Rietberg-Wiedenbrück |                                                           |
| Außenansicht der Herz-Jesu-Kirche in Halle                            | Herz-Jesu-Kirche                 | Halle                                      | Stockkämpen              | Rietberg-Wiedenbrück |                                                           |
| Außenansicht der Kirche St. Johannes Evangelist in Stockkämpen        | St. Johannes Evangelist          | Halle-Stockkämpen                          | Stockkämpen              | Rietberg-Wiedenbrück |                                                           |
| Außenansicht des Stifts Clarholz in Clarholz                          | St. Laurentius                   | Herzebrock-Clarholz                        | Herzebrock-Clarholz      | Rietberg-Wiedenbrück |                                                           |
| Außenansicht des Stifts Herzebrock in Clarholz                        | Stift Herzebrock                 | Herzebrock-Clarholz                        | Herzebrock-Clarholz      | Rietberg-Wiedenbrück |                                                           |
| Außenansicht der Kirche St. Lambertus und St. Laurentius in Gütersloh | St. Lambertus und St. Laurentius | Langenberg                                 | Reckenberg               | Rietberg-Wiedenbrück |                                                           |
| Außenansicht der Kirche St. Clemens in Rheda                          | St. Clemens                      | Rheda                                      | Rheda                    | Rietberg-Wiedenbrück |                                                           |
| Außenansicht der Kirche St. Johannes Baptist in Rheda                 | St. Johannes Baptist             | Rheda                                      | Rheda                    | Rietberg-Wiedenbrück |                                                           |
| Außenansicht der Kirche St. Aegidius in Wiedenbrück                   | St. Aegidius                     | Wiedenbrück                                | Reckenberg               | Rietberg-Wiedenbrück |                                                           |
| Außenansicht des Franziskanerklosters in Wiedenbrück                  | Franziskanerkloster Wiedenbrück  | Wiedenbrück                                | -                        | Rietberg-Wiedenbrück |                                                           |
| Außenansicht der Kirche St. Pius in Wiedenbrück                       | St. Pius                         | Wiedenbrück                                | Reckenberg               | Rietberg-Wiedenbrück |                                                           |
| Außenansicht der Kirche Herz Jesu in Batenhorst                       | Herz Jesu                        | Rheda-Wiedenbrück-Batenhorst               | Reckenberg               | Rietberg-Wiedenbrück |                                                           |
| Außenansicht der Kirche St. Vitus in St. Vit                          | St. Vitus                        | Rheda-Wiedenbrück-St. Vit                  | Reckenberg               | Rietberg-Wiedenbrück |                                                           |
| Außenansicht der Kirche St. Johannes Baptist in Rietberg              | St. Johannes Baptist             | Rietberg                                   | Rietberg-Süd             | Rietberg-Wiedenbrück |                                                           |
| Außenansicht der Kirche St. Anna in Bokel                             | St. Anna                         | Rietberg-Bokel                             | Rietberg-Süd             | Rietberg-Wiedenbrück |                                                           |
| Außenansicht der Kirche St. Jakobus in Mastholte                      | St. Jakobus                      | Rietberg-Mastholte                         | Rietberg-Süd             | Rietberg-Wiedenbrück |                                                           |
| St. Margareta in Neuenkirchen                                         | St. Margareta                    | Rietberg-Neuenkirchen                      | Kirchspiel Neuenkirchen  | Rietberg-Wiedenbrück |                                                           |
| Außenansicht der Herz-Jesu-Kirche in Druffel                          | Herz-Jesu-Kirche                 | Rietberg-Druffel                           | Kirchspiel Neuenkirchen  | Rietberg-Wiedenbrück | Filialkirche der Gemeinde St. Margareta in Neuenkirchen   |
| Außenansicht der Kirche St. Marien in Varnsell                        | Abtei Varensell                  | Rietberg-Varensell                         | Kirchspiel Neuenkirchen  | Rietberg-Wiedenbrück | gleichzeitig Pfarrkirche St. Marien                       |
| Außenansicht der Kirche St. Laurentius in Westerwiehe                 | St. Laurentius                   | Rietberg-Westerwiehe                       | Kirchspiel Neuenkirchen  | Rietberg-Wiedenbrück |                                                           |
| Außenansicht der Kirche St. Ursula in Stukenbrock                     | St. Ursula                       | Schloß Holte-Stukenbrock                   | Schloß Holte-Stukenbrock | Rietberg-Wiedenbrück |                                                           |
| Außenansicht der Kirche St. Johannes in Stukenbrock                   | St. Johannes Baptist             | Schloß Holte-Stukenbrock                   | Schloß Holte-Stukenbrock | Rietberg-Wiedenbrück |                                                           |
| St. Joseph in Schloß Holte-Stukenbrock-Liemke                         | St. Joseph                       | Schloß Holte-Stukenbrock-Liemke            | Schloß Holte-Stukenbrock | Rietberg-Wiedenbrück |                                                           |
| St. Heinrich in Schloß Holte-Stukenbrock-Sende                        | St. Heinrich                     | Schloss Holte-Stukenbrock-Sende            | Schloß Holte-Stukenbrock | Rietberg-Wiedenbrück |                                                           |
| Außenansicht der Kirche St. Achatius in Stuckenbrock-Senne            | St. Achatius                     | Schloß Holte-Stukenbrock-Stukenbrock-Senne | Schloß Holte-Stukenbrock | Rietberg-Wiedenbrück |                                                           |
| Außenansicht der Kirche St. Hedwig in Steinhagen                      | St. Hedwig                       | Steinhagen                                 | Stockkämpen              | Rietberg-Wiedenbrück |                                                           |
| Außenansicht der Kirche St. Anna in Verl                              | St. Anna                         | Verl                                       | Verl                     | Rietberg-Wiedenbrück |                                                           |
| Außenansicht der Kirche St. Maria Immaculata in Kaunitz               | St. Maria Immaculata             | Verl-Kaunitz                               | Verl                     | Rietberg-Wiedenbrück |                                                           |
| Außenansicht der Kirche St. Judas Thaddäus in Sürenheide              | St. Judas Thaddäus               | Verl-Sürenheide                            | Verl                     | Rietberg-Wiedenbrück |                                                           |
| Außenansicht der Kirche St. Michael in Versmold                       | St. Michael                      | Versmold                                   | Stockkämpen              | Rietberg-Wiedenbrück |                                                           |
| Außenansicht der Kirche St. Michael in Werther                        | St. Michael                      | Werther                                    | Stockkämpen              | Rietberg-Wiedenbrück | Filialkirche von Herz Jesu in Halle                       |

### Dekanat Südsauerland
| Bild                                                         | Kirche                  | Ort                         | Pastoralverbund            | Dekanat      | Bemerkungen                            |
| ------------------------------------------------------------ | ----------------------- | --------------------------- | -------------------------- | ------------ | -------------------------------------- |
| Außenansicht der Kirche St. Elisabeth in Benolpe             | St. Elisabeth           | Kirchhundem-Benolpe         | Am Cölschen Heck           | Südsauerland |                                        |
| Außenansicht der Kirche St. Mariä Heimsuchung in Kohlhagen   | St. Mariä Heimsuchung   | Kirchhundem-Kohlhagen       | Am Cölschen Heck           | Südsauerland |                                        |
|                                                              | St. Dionysius           | Kirchhundem-Rahrbach        | Am Cölschen Heck           | Südsauerland |                                        |
|                                                              | St. Antonius Einsiedler | Kirchhundem-Silberg         | Am Cölschen Heck           | Südsauerland |                                        |
| St. Johannes Baptist in Welschen Ennest                      | St. Johannes Baptist    | Kirchhundem-Welschen Ennest | Am Cölschen Heck           | Südsauerland |                                        |
| Pfarrzentrum Selig Adolph Kolping Attendorn                  | Seliger Adolph Kolping  | Attendorn                   | Attendorn                  | Südsauerland |                                        |
| Außenansicht der Kirche St. Johannes Baptist in Attendorn    | St. Johannes Baptist    | Attendorn                   | Attendorn                  | Südsauerland |                                        |
| Außenansicht der Kirche St. St. Martin in Dünschede          | St. Martin              | Attendorn-Dünschede         | Attendorn                  | Südsauerland |                                        |
| St. Margaretha in Attendorn-Ennest                           | St. Margaretha          | Attendorn-Ennest            | Attendorn                  | Südsauerland |                                        |
| Außenansicht der Kirche St. St.Hippolytus                    | St. Hippolytus          | Attendorn-Helden            | Attendorn                  | Südsauerland |                                        |
| Kirche St. Jakobus der Ältere in Lichtringhausen             | St. Jakobus der Ältere  | Attendorn-Lichtringhausen   | Attendorn                  | Südsauerland |                                        |
| St. Josef in Listerscheid                                    | St. Josef               | Attendorn-Listerscheid      | Attendorn                  | Südsauerland |                                        |
| Kirche St. Augustinus in Neu-Listernohl                      | St. Augustinus          | Attendorn-Neu-Listernohl    | Attendorn                  | Südsauerland |                                        |
| St. Antonius von Padua in Windhausen                         | St. Antonius von Padua  | Attendorn-Windhausen        | Attendorn                  | Südsauerland |                                        |
| Außenansicht der Kirche St. Joseph in Bamenohl               | St. Joseph              | Finnentrop-Bamenohl         | Bigge-Lenne-Tal            | Südsauerland |                                        |
| Außenansicht der Kirche St. Johannes Nepomuk in Finnentrop   | St. Johannes Nepomuk    | Finnentrop                  | Bigge-Lenne-Tal            | Südsauerland |                                        |
| Außenansicht der Kirche St. Antonius Einsiedler in Heggen    | St. Antonius Einsiedler | Finnentrop-Heggen           | Bigge-Lenne-Tal            | Südsauerland |                                        |
| St. Anna in Lenhausen                                        | St. Anna                | Finnentrop-Lenhausen        | Bigge-Lenne-Tal            | Südsauerland |                                        |
| St. Antonius Einsiedler in Rönkhausen                        | St. Antonius Einsiedler | Finnentrop-Rönkhausen       | Bigge-Lenne-Tal            | Südsauerland |                                        |
|                                                              | St. Kunibertus          | Wenden-Hünsborn             | Biggetal                   | Südsauerland |                                        |
| Außenansicht der Kirche St. Hubertus in Ottfingen            | St. Hubertus            | Wenden-Ottfingen            | Biggetal                   | Südsauerland |                                        |
| Außenansicht der Kirche St. Marien in Römershagen            | Maria regina coeli      | Wenden-Römershagen          | Biggetal                   | Südsauerland |                                        |
| Außenansicht der Kirche St. Matthias in Fretter              | St. Matthias            | Finnentrop-Fretter          | Frettertal                 | Südsauerland |                                        |
| Außenansicht der Kirche St. Georg in Schliprüthen            | St. Georg               | Finnentrop-Schliprüthen     | Frettertal                 | Südsauerland |                                        |
| St. Georg in Schöndelt                                       | St. Georg               | Finnentrop-Schöndelt        | Frettertal                 | Südsauerland |                                        |
| Außenansicht der Kirche Mariä Himmelfahrt in Schönholthausen | Mariä Himmelfahrt       | Finnentrop-Schönholthausen  | Frettertal                 | Südsauerland |                                        |
| St. Johannes Baptist in Serkenrode                           | St. Johannes Baptist    | Finnentrop-Serkenrode       | Frettertal                 | Südsauerland |                                        |
| Außenansicht der Kirche Herz Jesu in Albaum                  | Herz Jesu               | Kirchhundem-Albaum          | Hundemtal                  | Südsauerland |                                        |
| Außenansicht der Kirche St. Katharina in Heinsberg           | St. Katharina           | Kirchhundem-Heinsberg       | Hundemtal                  | Südsauerland |                                        |
|                                                              | St. Antonius            | Kirchhundem-Hofolpe         | Hundemtal                  | Südsauerland |                                        |
| Außenansicht der Kirche St. Peter und Paul in Kirchhundem    | St. Peter und Paul      | Kirchhundem                 | Hundemtal                  | Südsauerland |                                        |
|                                                              | St. Antonius Einsiedler | Kirchhundem-Marmecke        | Hundemtal                  | Südsauerland |                                        |
| St. Lambertus in Oberhundem                                  | St. Lambertus           | Kirchhundem-Oberhundem      | Hundemtal                  | Südsauerland |                                        |
| St. Bartholomäus in Würdinghausen                            | St. Bartholomäus        | Kirchhundem-Würdinghausen   | Hundemtal                  | Südsauerland |                                        |
| St. Josef in Bleche                                          | St. Josef               | Drolshagen-Bleche           | Kirchspiel Drolshagen      | Südsauerland |                                        |
| Außenansicht der Kirche St. Clemens in Drolshagen            | St. Clemens             | Drolshagen                  | Kirchspiel Drolshagen      | Südsauerland |                                        |
| Außenansicht St. Antonius Einsiedler in Iseringhausen        | St. Antonius Einsiedler | Drolshagen-Iseringhausen    | Kirchspiel Drolshagen      | Südsauerland |                                        |
|                                                              | St. Laurentius          | Drolshagen-Schreibershof    | Kirchspiel Drolshagen      | Südsauerland |                                        |
| St. Antonius Einsiedler in Gerlingen                         | St. Antonius Einsiedler | Wenden-Gerlingen            | Kirchspiel Wenden          | Südsauerland |                                        |
|                                                              | St. Antonius von Padua  | Wenden-Hilmicke             | Kirchspiel Wenden          | Südsauerland |                                        |
| Außenansicht der Kirche St. Severin in Wenden                | St. Severin             | Wenden                      | Kirchspiel Wenden          | Südsauerland |                                        |
| Außenansicht der Kirche St. Agatha in Altenhundem            | St. Agatha              | Lennestadt-Altenhundem      | Lennetal                   | Südsauerland |                                        |
| Außenansicht der Kirche St. Joh. Baptist in Langenei         | St. Johannes Baptist    | Lennestadt-Langenei         | Lennetal-Saalhausen        | Südsauerland |                                        |
| Außenansicht der Kirche St. Johannes Baptist in Saalhausen   | St. Jodokus             | Lennestadt-Saalhausen       | Lennetal                   | Südsauerland |                                        |
| Außenansicht der Kirche Ss. Peter und Paul in Halberbracht   | St. Peter und Paul      | Lennestadt-Halberbracht     | Meggen-Maumke-Halberbracht | Südsauerland |                                        |
| Außenansicht der Kirche St. Agatha in Maumke                 | St. Agatha              | Lennestadt-Maumke           | Meggen-Maumke-Halberbracht | Südsauerland |                                        |
| Außenansicht der Kirche St. Bartholomäus in Meggen           | St. Bartholomäus        | Lennestadt-Meggen           | Meggen-Maumke-Halberbracht | Südsauerland |                                        |
| Außenansicht der Kirche St. Jakobus der Ältere in Elspe      | St. Jakobus der Ältere  | Lennestadt-Elspe            | Oene-Elspe-Tal             | Südsauerland |                                        |
| Außenansicht der Kirche St. Maria Immaculata in Oberelspe    | St. Maria Immaculata    | Lennestadt-Oberelspe        | Oene-Elspe-Tal             | Südsauerland |                                        |
| Außenansicht der Kirche St. Burchard in Oedingen             | St. Burchard            | Lennestadt-Oedingen         | Oene-Elspe-Tal             | Südsauerland |                                        |
| St. Josef in Altenkleusheim                                  | St. Josef               | Olpe-Altenkleusheim         | Olpebach-Täler             | Südsauerland |                                        |
| St. Georg Kirche Neuenkleusheim (Olpe)                       | St. Georg               | Olpe-Neuenkleusheim         | Olpebach-Täler             | Südsauerland |                                        |
| Außenansicht St.-Marien-Kirche                               | St. Marien              | Olpe                        | Olpebach-Täler             | Südsauerland |                                        |
|                                                              | St. Nikolaus            | Olpe-Rehringhausen          | Olpebach-Täler             | Südsauerland |                                        |
| Außenansicht der Kirche Ss. Barbara und Luzia in Neger       | Ss. Barbara und Luzia   | Olpe-Neger                  | Olpe-Biggesee              | Südsauerland |                                        |
| Außenansicht der Kirche St. Luzia in Oberveischede           | St. Luzia               | Olpe-Oberveischede          | Olpe-Biggesee              | Südsauerland |                                        |
|                                                              | Heilig Geist            | Olpe-Rüblinghausen          | Olpe-Biggesee              | Südsauerland |                                        |
| Außenansicht St.-Martinus-Kirche                             | St. Martinus            | Olpe                        | Olpe-Biggesee              | Südsauerland |                                        |
| Außenansicht der Kirche St. Marien Friedrichsthal            | St. Marien              | Olpe-Dahl                   | Olpe-Biggesee              | Südsauerland | Filialkirche von St. Martinus in Olpe  |
| Außenansicht der Kirche St. Cyriakus Rhode                   | St. Cyriakus            | Olpe-Rhode                  | Olpe-Biggesee              | Südsauerland |                                        |
|                                                              | Maria Hilf              | Olpe-Sondern                | Olpe-Biggesee              | Südsauerland | Filialkirche von St. Cyriakus in Rhode |
| Außenansicht der Kirche St. Agatha in Bilstein               | St. Agatha              | Lennestadt-Bilstein         | Veischedetal               | Südsauerland |                                        |
| Außenansicht der Kirche St. Nikolaus in Grevenbrück          | St. Nikolaus            | Lennestadt-Grevenbrück      | Veischedetal               | Südsauerland |                                        |
| Außenansicht der Kirche St. Servatius in Kirchveischede      | St. Servatius           | Lennestadt-Kirchveischede   | Veischedetal               | Südsauerland |                                        |

### Dekanat Siegen
| Bild                                                      | Kirche                      | Ort                        | Pastoralverbund       | Dekanat | Bemerkungen |
| --------------------------------------------------------- | --------------------------- | -------------------------- | --------------------- | ------- | ----------- |
| St. Marien in Freudenberg                                 | St. Marien                  | Freudenberg                | Hüttental-Freudenberg | Siegen  |             |
| St. Maria Immaculata in Siegen                            | St. Maria Immaculata        | Siegen-Geisweid            | Hüttental-Freudenberg | Siegen  |             |
|                                                           | Heilig Kreuz                | Siegen-Weidenau            | Hüttental-Freudenberg | Siegen  |             |
| Außenansicht der Kirche St. Joseph in Weidenau            | St. Joseph                  | Siegen-Weidenau            | Hüttental-Freudenberg | Siegen  |             |
| ^                                                         | St. Cäcilia                 | Netphen-Irmgarteichen      | Johannland-Siegtal    | Siegen  |             |
|                                                           | St. Nikolaus                | Netphen-Salchendorf        | Johannland-Siegtal    | Siegen  |             |
|                                                           | St. Sebastian               | Netphen-Walpersdorf        | Johannland-Siegtal    | Siegen  |             |
|                                                           | Namen Jesu                  | Netphen-Dreis-Tiefenbach   | Netpherland           | Siegen  |             |
| St. Martin (Netphen)                                      | St. Martin                  | Netphen                    | Netpherland           | Siegen  |             |
| St. Augustinus in Dahlbruch                               | St. Augustinus              | Hilchenbach-Dahlbruch      | Nördliches Siegerland | Siegen  |             |
| Außenansicht der Kirche St. Johannes Baptist in Kreuztal  | St. Johannes Baptist        | Kreuztal                   | Nördliches Siegerland | Siegen  |             |
| Außenansicht der Kirche Ss. Ludger und Hedwig in Krombach | Ss. Ludger und Hedwig       | Kreuztal-Krombach          | Nördliches Siegerland | Siegen  |             |
| Kirche St. Johannes Evangelist in Gernsdorf - Nordwesten- | St. Johannes Evangelist     | Wilnsdorf-Gernsdorf        | Südliches Siegerland  | Siegen  |             |
|                                                           | St. Theresia vom Kinde Jesu | Neunkirchen                | Südliches Siegerland  | Siegen  |             |
|                                                           | Herz Jesu                   | Wilnsdorf-Niederdielfen    | Südliches Siegerland  | Siegen  |             |
| Außenansicht der Kirche St. Johannes Baptist in Rödgen    | St. Johannes Baptist        | Wilnsdorf-Obersdorf-Rödgen | Südliches Siegerland  | Siegen  |             |
|                                                           | St. Laurentius              | Wilnsdorf-Rudersdorf       | Südliches Siegerland  | Siegen  |             |
| Der erhaltene Turm der Kirche                             | St. Martinus                | Wilnsdorf                  | Südliches Siegerland  | Siegen  |             |
|                                                           | St. Bonifatius              | Siegen-Kaan-Marienborn     | Siegen-Mitte          | Siegen  |             |
| Marienkirche Siegen                                       | St. Marien                  | Siegen                     | Siegen-Mitte          | Siegen  |             |
| St. Michael in Siegen                                     | St. Michael                 | Siegen                     | Siegen-Mitte          | Siegen  |             |
| St. Marien in Eiserfeld                                   | St. Marien                  | Siegen-Eiserfeld           | Siegen-Süd            | Siegen  |             |
|                                                           | St. Liborius                | Siegen-Niederschelden      | Siegen-Süd            | Siegen  |             |
| St. Peter und Paul in Siegen                              | St. Peter und Paul          | Siegen                     | Siegen-Süd            | Siegen  |             |
|                                                           | Heilig-Geist                | Siegen-Seelbach            | Siegen-Süd            | Siegen  |             |
|                                                           | St. Lukas                   | Siegen-Fischbacherberg     | Siegen-Süd            | Siegen  |             |
|                                                           | St. Marien                  | Bad Berleburg              | Wittgenstein          | Siegen  |             |
|                                                           | Ss. Petrus und Anna         | Bad Laasphe                | Wittgenstein          | Siegen  |             |
|                                                           | Christus König              | Erndtebrück                | Wittgenstein          | Siegen  |             |

### Dekanat Unna
| Bild                                                   | Kirche             | Ort                          | Pastoralverbund             | Dekanat | Bemerkungen                                                      |
| ------------------------------------------------------ | ------------------ | ---------------------------- | --------------------------- | ------- | ---------------------------------------------------------------- |
| Außenansicht der Kirche Herz Jesu in Rünthe            | Herz Jesu          | Bergkamen-Rünthe             | Bergkamen/Rünthe            | Unna    |                                                                  |
| Außenansicht der Kirche St. Klemens Maria in Rünthe    | St. Klemens Maria  | Bergkamen-Rünthe             | Bergkamen/Rünthe            | Unna    | auch: St. Clemens Maria Hofbauer oder St. Klemens Maria Hofbauer |
| Außenansicht der Kirche St. Elisabeth in Bergkamen     | St. Elisabeth      | Bergkamen                    | Bergkamen/Rünthe            | Unna    |                                                                  |
| Außenansicht der Kirche St. Bonifatius in Altenbögge   | St. Bonifatius     | Bönen-Altenbögge             | Bönen-Heeren                | Unna    |                                                                  |
| Außenansicht der Kirche St. Elisabeth in Nordbögge     | St. Elisabeth      | Bönen-Nordbögge              | Bönen-Heeren                | Unna    | Filialkirche von St. Bonifatius in Altenbögge                    |
| Außenansicht der Kirche Christ König in Bönen          | Christkönig        | Bönen                        | Bönen-Heeren                | Unna    |                                                                  |
| Außenansicht der Kirche Herz Jesu in Heeren            | Herz Jesu          | Kamen-Heeren-Werve           | Bönen-Heeren                | Unna    |                                                                  |
| Außenansicht der Kirche Herz Jesu in Brambauer         | Herz Jesu          | Lünen-Brambauer              | Lünen                       | Unna    |                                                                  |
| Außenansicht der Kirche St. Barbara in Brambauer       | St. Barbara        | Lünen-Brambauer              | Lünen                       | Unna    |                                                                  |
| St. Agnes in Fröndenberg-Bausenhagen                   | St. Agnes          | Fröndenberg/Ruhr-Bausenhagen | Fröndenberg                 | Unna    |                                                                  |
| Außenansicht der Kirche St. Marien in Fröndenberg/Ruhr | St. Marien         | Fröndenberg/Ruhr             | Fröndenberg                 | Unna    |                                                                  |
| weitere Bilder                                         | St. Josef          | Fröndenberg/Ruhr-Westick     | Fröndenberg                 | Unna    | Filialkirche von St. Marien in Fröndenberg                       |
| Außenansicht der Herz-Jesu-Kirche in Hohenheide        | Herz Jesu          | Fröndenberg/Ruhr-Hohenheide  | Fröndenberg                 | Unna    | Filialkirche von St. Marien in Fröndenberg                       |
| Außenansicht der Kirche St. Konrad in Langschede       | St. Konrad         | Fröndenberg/Ruhr-Langschede  | Fröndenberg                 | Unna    |                                                                  |
| Außenansicht der Kirche Christkönig in Warmen          | Christ-König       | Fröndenberg/Ruhr-Warmen      | Fröndenberg                 | Unna    | am 25. November 2015 profaniert, heute Kunststation              |
| Außenansicht der Kirche Liebfrauen in Holzwickede      | Liebfrauen         | Holzwickede                  | Pfarrei Hl. Franziskus      | Unna    |                                                                  |
| Außenansicht der Kirche St. Marien in Massen           | St. Marien         | Unna-Massen                  | Unna                        | Unna    |                                                                  |
| Außenansicht der Kirche St. Stephanus in Opherdicke    | St. Stephanus      | Holzwickede-Opherdicke       | Pfarrei Hl. Franziskus      | Unna    |                                                                  |
| Außenansicht der Kirche St. Marien in Kaiserau         | St. Marien         | Kamen-Kaiserau               | Kamen-Kaiserau              | Unna    |                                                                  |
| Außenansicht der Kirche Heilige Familie in Kamen       | Heilige Familie    | Kamen                        | Kamen                       | Unna    |                                                                  |
| Außenansicht der Kirche Herz Jesu in Lünen             | Herz Jesu          | Lünen                        | Lünen                       | Unna    |                                                                  |
| Außenansicht der Kirche St. Joseph in Lünen            | St. Joseph         | Lünen                        | Lünen                       | Unna    |                                                                  |
| Außenansicht der Kirche Herz Jesu in Beckinghausen     | Herz Jesu          | Lünen-Beckinghausen          | Lünen                       | Unna    |                                                                  |
| Außenansicht der Kirche Herz Mariä in Horstmar         | Herz Mariä         | Lünen-Horstmar               | Lünen                       | Unna    |                                                                  |
| Außenansicht der Kirche Hl. Familie in Lünen-Süd       | Hl. Familie        | Lünen-Süd                    | Lünen                       | Unna    |                                                                  |
| Außenansicht der Kirche St. Barbara in Oberaden        | St. Barbara        | Bergkamen-Oberaden           | Oberaden-Weddinghofen       | Unna    |                                                                  |
| Außenansicht der Kirche St. Michael in Weddinghofen    | St. Michael        | Bergkamen-Weddinghofen       | Oberaden-Weddinghofen       | Unna    |                                                                  |
|                                                        | Heilig Geist       | Schwerte                     | Pfarrei St. Marien Schwerte | Unna    |                                                                  |
| Außenansicht der Kirche St. Marien in Schwerte         | St. Marien         | Schwerte                     | Pfarrei St. Marien Schwerte | Unna    |                                                                  |
|                                                        | St. Petrus         | Schwerte-Westhofen           | Pfarrei St. Marien Schwerte | Unna    |                                                                  |
| Außenansicht der Kirche Ss. Peter und Paul in Hemmerde | St. Peter und Paul | Unna-Hemmerde                | Unna                        | Unna    |                                                                  |
| Außenansicht der Kirche Herz Jesu in Königsborn        | Herz Jesu          | Unna-Königsborn              | Unna                        | Unna    |                                                                  |
| Außenansicht der Kirche St. Katharina in Unna          | St. Katharina      | Unna                         | Unna                        | Unna    |                                                                  |
| Außenansicht der Kirche St. Martin in Unna             | St. Martin         | Unna                         | Unna                        | Unna    |                                                                  |

### Dekanat Waldeck
| Bild                                | Kirche                | Ort                         | Pastoralverbund       | Dekanat | Bemerkungen                                          |
| ----------------------------------- | --------------------- | --------------------------- | --------------------- | ------- | ---------------------------------------------------- |
| St. Johannes Baptist in Bad Arolsen | St. Johannes Baptist  | Bad Arolsen                 | -                     | Waldeck |                                                      |
|                                     | Ss. Peter und Paul    | Bad Arolsen-Mengeringhausen | -                     | Waldeck | Filialkirche von St. Johannes Baptist in Bad Arolsen |
|                                     | St. Liborius          | Bad Wildungen               | Bad Wildungen-Waldeck | Waldeck |                                                      |
|                                     | St. Mariä Himmelfahrt | Waldeck                     | Bad Wildungen-Waldeck | Waldeck |                                                      |
| St. Marien in Korbach               | St. Marien            | Korbach                     | Korbach               | Waldeck |                                                      |
|                                     | St. Josef             | Korbach                     | Korbach               | Waldeck | Filialkirche von St. Marien in Korbach               |
|                                     | Ss. Peter und Paul    | Korbach-Eppe                | Korbach               | Waldeck |                                                      |
|                                     | St. Michael           | Korbach-Hillershausen       | Korbach               | Waldeck |                                                      |
| St. Augustinus in Willingen         | St. Augustinus        | Willingen                   | Korbach               | Waldeck |                                                      |

## Kapellen
| Bild                                            | Kapelle                                   | Ort                              | Pastoralverbund | Dekanat              | Bemerkungen |
| ----------------------------------------------- | ----------------------------------------- | -------------------------------- | --------------- | -------------------- | --- |
| St. Annenkapelle in Husen                       | St. Annenkapelle                          | Husen                            |                 |                      | |
| St.Vinzenz Am Thy                               | Vinzenzkapelle                            | Meschede-Wallen                  |                 |                      | |
| St.Vinzenzkapelle in Gellinghausen              | St. Vinzenzkapelle                        | Schmallenberg-Gellinghausen      |                 |                      | |
| St.-Antonius-Kapelle in Hakenberg               | St. Antonius-Kapelle                      | Lichtenau-Hakenberg              |                 |                      | |
| St. Antoniuskapelle in Mastholte-Süd            | St. Antonius-Kapelle (Mastholte)          | Rietberg-Mastholte               | Rietberg-Süd    | Rietberg-Wiedenbrück | erbaut 2010 |
| Nikolaikapelle in Marsberg-Obermarsberg         | St. Nikolaus                              | Marsberg-Obermarsberg            |                 |                      | |
| Klus Eddessen                                   | Klus Eddessen                             | Borgentreich                     |                 |                      | |
| Kapelle Rodentelgen in Bruchhausen              | Kapelle Rodentelgen                       | Arnsberg-Bruchhausen             |                 |                      | |
| Friedenskapelle in Brilon                       | Friedenskapelle                           | Brilon                           |                 |                      | |
| St. Jakobus in Sundern-Recklinghausen           | St. Jakobus                               | Sundern-Recklinghausen           |                 |                      | |
| Französische Kapelle in Soest                   | Französische Kapelle                      | Soest                            |                 |                      | |
| Nothelferkapelle in Meschede-Grevenstein        | Nothelferkapelle                          | Meschede-Grevenstein             |                 |                      | |
| Josefskapelle in Bad Driburg-Kühlsen            | St. Josef                                 | Bad Driburg-Kühlsen              |                 |                      | |
| Andreaskapelle in Medebach                      | Stadtkapelle St. Andreas                  | Medebach                         |                 |                      | |
| St. Antonius Abt und Maria Magdalena in Kruberg | St. Antonius Abt und Maria Magdalena      | Kirchhundem-Kruberg              |                 |                      | |
| St. Anna in Waltringhausen                      | St. Anna                                  | Anröchte-Waltringhausen          |                 |                      | |
| Nikolauskapelle in Medebach-Referinghausen      | Nikolauskapelle                           | Medebach-Referinghausen          |                 |                      | |
| Kapelle auf dem Kreuzberg in Hallenberg         | Kapelle auf dem Kreuzberg                 | Hallenberg                       |                 |                      | |
| Schlosskapelle Laer                             | Schlosskapelle Laer                       | Meschede-Laer                    |                 |                      | |
| Klausenkapelle St.Michael                       | Klausenkapelle                            | Meschede                         |                 |                      | |
| St.Lucia Erflinghausen                          | St. Lucia                                 | Meschede-Erflinghausen           |                 |                      | |
| St. Lucia in Meschede-Eversberg                 | St. Lucia                                 | Meschede-Eversberg               |                 |                      | |
| St. Agatha in Meschede-Löllinghausen            | St. Agatha                                | Meschede-Löllinghausen           |                 |                      | |
| St. Maria Magdalena in Rüthen-Kellinghausen     | St. Maria Magdalena                       | Rüthen-Kellinghausen             |                 |                      | |
| St. Anna in Rüthen-Hemmern                      | St. Annenkapelle                          | Rüthen-Hemmern                   |                 |                      | |
| Vituskapelle in Lennestadt-Elspe                | Vituskapelle                              | Lennestadt-Elspe                 | Oene-Elspe-Tal  | Südsauerland         | Neubau 1731 |
| St. Maria-Magdalena-Kapelle Altenvalbert        | St. Maria-Magdalena-Kapelle               | Lennestadt-Altenvalbert          | Oene-Elspe-Tal  | Südsauerland         | nach Brand neu erbaut 1759 |
| St. Hubertus und St. Antonius Abt Burbecke      | St. Hubertus und St. Antonius Abt Kapelle | Lennestadt-Burbecke (Lennestadt) | Oene-Elspe-Tal  | Südsauerland         | Saalbau mit gotischer Erweiterung aus 13. Jahrhundert, vorderer Kapellenteil 18. Jahrhundert, 1968 entdeckte gotische Malereien in 1979 restauriert |
| St. Sebastian und Margaretha Kapelle            | St. Sebastian und Margaretha Kapelle      | Lennestadt-Sporke                | Oene-Elspe-Tal  | Südsauerland         | Vorgängerbau aus 16. Jahrhundert |
| St. Agatha Kapelle                              | St. Agatha Kapelle                        | Lennestadt-Obervalbert           | Oene-Elspe-Tal  | Südsauerland         | Einweihung Vorgängerbau 1749, Neubau 1838 (Renovierung 1988)                                                                                        |
| St. Johannes Baptist Kapelle                    | St. Johannes Baptist Kapelle              | Lennestadt-Oedingerberg          | Oene-Elspe-Tal  | Südsauerland         | Neubau 1716, gründliche Renovierung 1979/80 |
| St.-Hubertus-Kapelle                            | St.-Hubertus-Kapelle                      | Lennestadt-Kickenbach            | Lennetal        | Südsauerland         | Neubau 1712, renoviert 1999 |